# Ludovic al XVI-lea al Franței
Ludovic al XVI-lea (Louis-Auguste;  pronunția franceză: [lwi sɛːz]; n. 23 august 1754, Versailles - d. 21 ianuarie 1793, decapitat în Paris) a fost ultimul rege al Franței și al Navarei din 1774 și până în 1789, rege al francezilor din 1789 și până în 1793. A fost ultimul reprezentant al Absolutismului și o victimă a Revoluției Franceze. A fost ultimul rege care a locuit în Palatul de la Versailles. Ludovic al XVI-lea a fost fiul delfinului Ludovic al Franței și al lui Marie-Josèphe de Saxonia. Devenit delfin la moartea tatălui său, căsătorit cu Maria Antoaneta a Austriei, a urcat pe tron la vârsta de nouăsprezece ani, când l-a succedat pe bunicul său Ludovic al XV-lea în 1774. A fost fratele mai mare al viitorilor regi Ludovic al XVIII-lea și Carol al X-lea. 
Moștenind un regat în pragul falimentului, acesta a instituit mai multe proiecte de reformă financiară, în special puse în aplicare de miniștrii Turgot, Calonne și Necker, cum a fost proiectul unui impozit direct egalitar, dar care a eșuat în fața blocajului parlamentelor, a înaltului cler, a nobilimii și a curții. A reușit să schimbe dreptul persoanelor (eliminarea torturii, a iobăgiei, etc.) și a repurtat o victorie militară mare împotriva eternului dușman al Franței, Anglia, o dată cu victoria coloniștilor americani în fața dominației engleze. Dar intervenția franceză în America a dus la ruinarea regatului.
Ludovic al XVI-lea este mai ales cunoscut pentru rolul său în revoluția franceză, care a început după convocarea Stărilor Generale în 1789, una dintre încercările regelui de a reforma finanțele statului. Mișcarea transformă rolul politic al regelui și sistemul de guvernare al Franței, punând capăt monarhiei absolute a dreptului divin. Inițial, regele Ludovic al XVI-lea, deși un pic îngrijorat de cursul evenimentelor, este de acord să devină un monarh constituțional, dar expus unei opoziții din ce în ce mai ostile și după ce a încercat să plece din Paris, unde a fost condus sub constrângere populară, contribuie la izbucnirea unui război între monarhiștii absolutiști și revoluționari - apoi a unui război civil. Înaintarea armatelor străine și monarhiste spre Paris provoacă, la 10 august 1792, răsturnarea sa de către facțiunile republicane: monarhia a fost abolită la 21 septembrie. Întemnițat, și apoi găsit vinovat de a fi uneltit împotriva revoluției, „Louis Capet ”, a fost condamnat la moarte și ghilotinat la 21 ianuarie 1793 în Piața Revoluției din Paris, cu câteva luni înainte de Maria Antoaneta.
Cu toate acestea, regalitatea nu a dispărut o dată cu el, deoarece monarhiștii îl recunosc pe fiul său, întemnițat în închisoarea Templului, rege al Franței, sub numele de „Ludovic al XVII-lea”. Dar copilul a murit în închisoare în 1795, fără să fi domnit niciodată, iar unchiul său exilat, contele de Provence, este recunoscut de susținătorii săi sub numele de „Ludovic al XVIII-lea”. El va deveni într-adevăr rege al Franței în 1814, după căderea lui Napoleon I.
După ce l-a considerat la început fie ca trădător de patrie, fie ca martir, istoricii francezi au adoptat, în general, o vedere nuanțată asupra personalității și rolului lui Ludovic al XVI-lea, descris ca un om onest condus de bun intenții, dar care nu era înzestrat cu caracterul necesar pentru a realiza o reformă profundă a monarhiei.

## Rezumat biografic
Căsătorit cu Maria Antoaneta, a urcat pe tron la vârsta de nouăsprezece ani. S-a confruntat, mai ales după intervenția franceză alături de coloniștii americani, cu dificultăți financiare semnificative, însoțite de speculații bursiere. Reformator prudent, uneori ezitat, a încercat să realizeze reformele monarhiei alături de miniștrii săi. A restabilit parlamentele, a reformat dreptul persoanelor (abolirea torturii în 1781 și 1788, abolirea iobăgiei pe domeniul regal în 1779, eliminarea taxei corporale a evreilor din Alsacia în 1784, edictul de toleranță a protestanților în 1787) dar s-a împiedicat de reformele impozitării și de finanțele regatului (reformele din 1774-1776, 1781, 1787 de două ori). Planul său de a stabili o taxă directă egalitaristă controlată de către adunările provinciale alese, s-a lovit de ostilitatea privilegiaților, în special cea a nobililor, a parlamentului de la Paris și a curții de la Versailles. Ludovic al XVI-lea a încercat apoi să treacă peste opoziția lor prin introducerea unor reforme înaintate unei Adunări a Notabililor (1787) și apoi în fața Stărilor generale (1789).
Cererile statului terț și revolta oamenilor au provocat revoluția franceză, care a transformat rolul politic al regelui și sistemul de guvernare al Franței prin care s-a încheiat monarhia absolutistă de drept divin. Inițial, regele Ludovic al XVI-lea era de acord să devină un monarh constituțional, dar expus unei opoziții din ce în ce mai ostile și după ce a încercat să plece din Paris, unde a fost condus sub constrângere populară, contribuie la izbucnirea unui război între monarhiștii absolutiști și revoluționari - apoi a unui război civil. naintarea armatelor străine și monarhiste spre Paris provoacă, la 10 august 1792, răsturnarea sa de către facțiunile republicane: monarhia a fost abolită la 21 septembrie. Odată închis, poreclit „Ludovic Ultimul” sau „Ludovic Capet” de către revoluționari, Ludovic al XVI-lea a fost pus sub acuzare pentru trădare, acuzat de faptul că nu și-a respectat rolul constituțional, că a uneltit în secret împotriva revoluției și că a încercat să fugă din Franța, în iunie 1791. Găsit vinovat de Convenția națională, a fost condamnat la moarte și ghilotinat la 21 ianuarie 1793 în piața Revoluției din Paris, cu câteva luni înaintea Mariei Antoaneta. Monarhiștii l-au recunoscut atunci pe fiul său, întemnițat la Paris, ca rege al Franței sub numele de Ludovic al XVII-lea, dar copilul a murit în închisoare doi ani mai târziu. Numai în 1814, în timpul căderii lui Napoleon, familia regală s-a putut întoarce în Franța: atunci fratele lui Ludovic al XVI-lea a domnit sub numele de Ludovic al XVIII-lea.

## Nașterea
Ludovic-Auguste al Franței s-a născut la palatul Versailles la 23 august 1754 la ora 6:24..
A fost al patrulea copil și al treilea băiat al delfinului Ludovic al Franței (1729-1765) și a celei de-a doua soții ale sale Marie-Josèphe de Saxonia. Din această căsătorie s-au născut în total opt copii:
1. Marie-Zéphyrine a Franței (1750-1755);
2. Ludovic al Franței (1751-1761), duce de Burgundia;
3. Xavier al Franței (1753-1754), duce de Aquitania;
4. Ludovic-Auguste al Franței, duce de Berry, viitorul Ludovic al XVI-lea;
5. Ludovic Stanislas Xavier al Franței (1755-1824), conte de Provența, care va deveni rege sub numele Ludovic al XVIII-lea în 1814;
6. Carol Filip al Franței (1757-1836), conte de Artois, care va deveni rege sub numele Carol Filip al Franței după moartea regelui precedent;
7. Clothilde a Franței (1759-1802), regina Sardiniei din 1796 până în 1802 prin căsătoria cu regele Charles Emmanuel al IV-lea al Sardiniei;
8. Élisabeth a Franței (1764-1794), a împărtășit până la capăt destinul familiei regale. A fost ghilotinată.

Din prima căsătorie cu Maria Teresa a Spaniei, Ludovic a avut o fiică, Maria Teresa a Franței (1746-1748).
Multe persoane s-au aflat la palat pentru a asista la sosirea nou-născutului: moașa familiei regale Jard; cancelarul Guillaume de Lamoignon de Blancmesnil, păstrătorul sigiliilor Jean-Baptiste de Machault d'Arnouville și controlorul general al finanțelor Jean Moreau de Séchelles, portari, paznici și santinele. Delfinul, îmbrăcat într-un halat, a primit pe toată lumea, spunând: „Intră, prietene, vino repede, să vezi că soția mea naște.”
Cu puțin timp înainte de naștere, Binet, primul valet al delfinului, a trimis la Ludovic al XV-lea, bunicul viitorului copil, un sulițaș pentru a anunța nașterea iminentă, regele aflându-se la reședința de vară, la castelul Choisy-le-Roi. Imediat după naștere, delfinul a trimis pe unul dintre soldații săi, domnul de Montfaucon, să anunțe de data aceasta vestea nașterii în sine. Pe drum, Montfaucon s-a întâlnit cu sulițașul, care căzuse de pe cal și care a murit la scurt timp după aceea, și nu a putut ajunge cu primul mesaj. Astfel că al doilea soldat a adus simultan cele două mesaje la rege: cea a nașterii viitoare și cea a nașterii care a avusese loc. Ludovic al XVI-lea a dat 10 ludovici sulițașului și 1.000 de lire soldatului înainte de a pleca spre Versailles.
Imediat după naștere, copilul este botezat în biserica Notre-Dame de Versailles de către Sylvain Leonard de Chabannes (1718-1812), capelan al regelui. 
Când regele a intră în cameră, a prezentat nou-născutul și prenumele său Louis-Auguste înainte de a-l numi imediat duce de Berry. Copilul a fost imediat încredințat lui Marie-Louise de Rohan (cunoscută sub numele de Madame de Marsan), guvernatoarea copiii regelui, înainte de a fi dus în apartamentul său de Louis François Anne de Neufville de Villeroy, duce de Villeroy și căpitan al gărzilor de corp al regelui.
Vestea nașterii este anunțată suveranilor europeni, prieteni ai coroanei, precum și papei Benedict al XIV-lea. În jurul orei 13, regele și regina Maria Leszczyńska a participat la un Te Deum în capela castelului. Clopotele bisericilor din Paris au încep să bată și, seara, un foc de artificii este tras de la palatul armelor și aprins de către rege de la balconul acestuia, care a folosit o „rachetă obișnuită“..

## Tinerețea (1754-1774)

### În umbra ducelui de Burgundia
Nou-născutul avea o sănătate destul de fragilă în primele luni ale vieții sale. Se spunea despre el că avea un „temperament slab și bolnăvicios”. Asistenta lui, amanta lui Louis Phélypeaux de Saint-Florentin, marchiz de Vrillière, nu dădea suficient lapte. La insistența delfinei, ea a fost înlocuită de Madame Mallard. Din 17 mai până în 27 septembrie 1756, Louis-Auguste și fratele său mai mare au fost trimiși la castelul Bellevue, la sfatul medicului genevez Théodore Tronchin, pentru a respira un aer mai pur decât la Versailles.

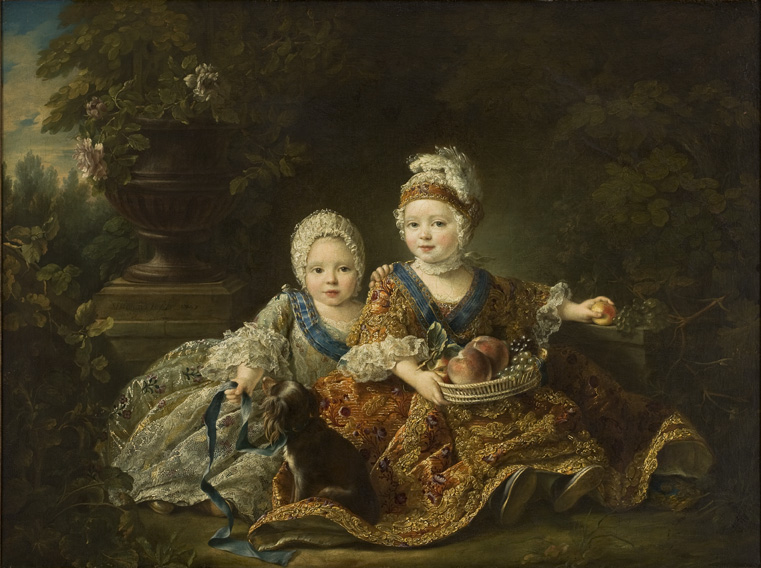
La dreapta, ducele de Berry, viitorul Ludovic al XVI-lea; la stânga contele de Provence, viitorul Ludovic al XVIII-lea. Pictură de François-Hubert Drouais (1756)

Ca și frații săi, Louis-Auguste a avut-o guvernatoare pe Madame de Marsan, guvernanta copiilor regali. Acesta din urmă îl favoriza, pe de o parte, pe ducele de Burgundia ca moștenitor al tronului, iar pe de altă parte pe contele de Provența, pe care îl prefera fraților săi. Simțindu-se neglijat, ducele de Berry nu o va purta niciodată în inima sa și, odată încoronat, a refuzat mereu să participe la sărbătorile pe care le-a organizat pentru familia regală. Guvernanta era responsabilă pentru a-i învăța pe copiii să citească, să scrie și sfânta istorie. Părinții lor au urmărit îndeaproape această educație, delfinul învățându-i istoria religiilor, iar delfina limbile străine și lecțiile de moralitate. El i-a învățat că „toți oamenii sunt egali prin dreptul naturii și în ochii lui Dumnezeu care i-a creat”.
Ca nepot al regelui, Ludovic-Auguste a fost obligat ca frații săi să participe la o serie de obligații și ritualuri: a participat atât la înmormântări regale cât și la căsătoriile importante și au primit vizite ale suverani străini și ale oamenilor importanți ai bisericii. Astfel, în mai 1756, trei cardinali noi i-au vizitat: „Ducele de Burgundia (în vârstă de 5 ani) i-a primit, a ascultat discursurile lor și le-a hărțuit, în timp ce ducele de Berry (22 luni) și cel de Provența erau așezați în fotolii, cu îmbrăcămintea lor și cu bonetele lor mici, imitau gesturile celor mai mari.”
Pe măsură ce creșteau, nepoții regelui au trebuit să treacă din mâna  guvernatoarei în cea a unui guvernator care s-a ocupat de toate activitățile educaționale. După ce s-au gândit la Victor de Riqueti, contele de Mirabeau și tatăl celebrului revoluționar, delfinul a ales pentru copiii săi în 1758 un om mai aproape de ideile monarhice: Antoine de Quelen Stuer Caussade, duce de la Vauguyon, prinț de Carency și pair al Franței. Acesta din urmă îl va numi pe elevii săi „Cei patru F”: Sfârșitul (în franceză:le Fin) (ducele de Burgundia), cel slab (ducele de Berry), cel fals (contele de Provența) și francul (contele de Artois).. Vauguyon era asistat de patru adjuncți: Jean-Gilles du Coëtlosquet (tutore), Andre-Louis Spirit Sinéty de Puylon (viceguvernator), Claude-François Lizarde Radonvilliers (sub-tutore) și Jean-Baptiste du Plessis d Argentré (cititor). Delfinul i-a cerut lui Vauguyon să se bazeze pe Sfintele Scripturi și modelul Idomene, eroul Aventurilor lui Telemah de Fenelon: „Veți găsi tot ceea ce se potrivește pentru a învăța un rege care vrea să îndeplinească perfect toate îndatoririle care îi revin”. Acest ultim aspect este important, deoarece viitorul Ludovic al XVI-lea este ținut departe de afaceri, el nu trebuia să învețe să conducă.

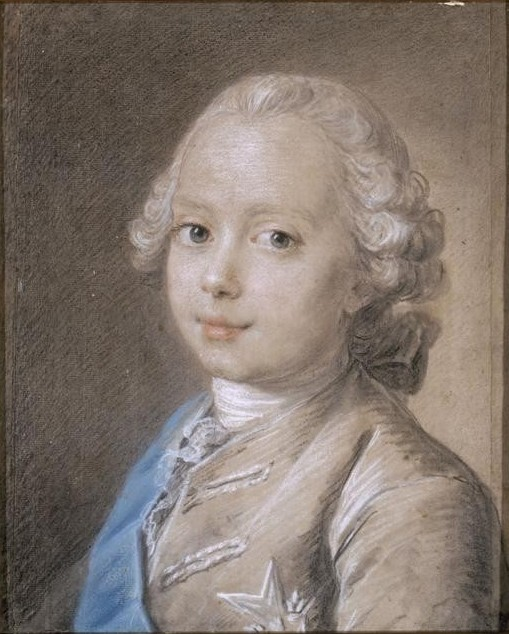
Ducele de Burgundia, moștenitorul coroanei și fratele mai mare al ducelui de Berry decedat în 1761, pictură de Jean-Martial Frédou.

Cutuma curții prevedea trecerea copiii regali de la guvernantă la guvernator la vârsta de șapte ani. Astfel, ducele de Burgundia este încredințat ducelui de La Vauguyon la 1 mai 1758, cu puțin timp înainte de a împlini 7 ani. Această separare de guvernantă este dificilă pentru ea ca și pentru el, iar ducele de Berry este de asemenea întristat de această ruptură bruscă. Ducele de Burgundia este admirat de părinți și de curte. Inteligent și sigur pe el însuși, este totuși capricios și convins de superioritatea sa. Își întreabă familia într-o zi, spunând: „De ce nu m-am născut Dumnezeu?”. Totul părea să arate că va fi un mare rege.
Un eveniment inofensiv, totuși, va schimba destinul familiei regale: în primăvara anului 1760, ducele de Burgundia cade de la înălțime de pe un cal de carton care îi fusese oferit cu ceva timp înainte. El începe să șchioapete și medicii îi găsesc o umflătură la șold. Operația pe care o realizează nu are nici un rezultat. Prințul este apoi condamnat să rămână în camera lui și studiile îi sunt întrerupte. El dorește să fie consolat de fratele mai mic, ducele de Berry. Astfel, în 1760, viitorul rege trece în mod excepțional în mâinile guvernatorului înainte de a ajunge la vârsta de 7 ani. Vauguyon angajează pentru el un al doilea sub-preceptor. Cei doi frați sunt, prin urmare, educați împreună, ducele de Burgundia fiind distras colaborând la educația fratelui său mai mic, și fiind mult mai interesant de geografie și artele mecanice. Starea de sănătate a ducelui Burgundiei se înrăutățește totuși și în noiembrie 1760 i se diagnostichează o dublă tuberculoză (pulmonară și osoasă). Curtea trebuie să se confrunte cu faptele: moartea prințului este iminentă. Părinții lui simt „o durere copleșitoare care nu poate fi imaginată”. De urgență, copilul este botezat la 29 noiembrie 1760, face prima comuniune a doua zi și primește maslul pe 16 martie 1761 înainte de a muri în noaptea de 20 spre 21 martie, în absența fratelui său mai mic, care, de asemenea, avea febră mare.

### Moștenitor al coroanei Franței
Moartea ducelui de Burgundia a fost trăită ca o dramă pentru delfin și delfină. Aceasta din urmă va declara: „nimic nu poate rupe din inima mea durerea gravată pe ea pentru totdeauna”. Ducele de Berry a fost apoi instalat în apartamentele fratelui său.
La 18 octombrie 1761, în aceeași zi cu fratele său Ludovic Stanislas Xavier, Ludovic Auguste a fost botezat de arhiepiscopul Charles Antoine de La Roche-Aymon în capela regală a palatului de la Versailles, în prezența lui Jean-François Allart (1712-1775 ), pastor al bisericii din Notre-Dame de Versailles. Nașul său a fost bunicul său August al III-lea al Poloniei, reprezentat de Louis-Philippe, ducele de Orleans, iar nașa a fost Marie Adélaïde a Franței.

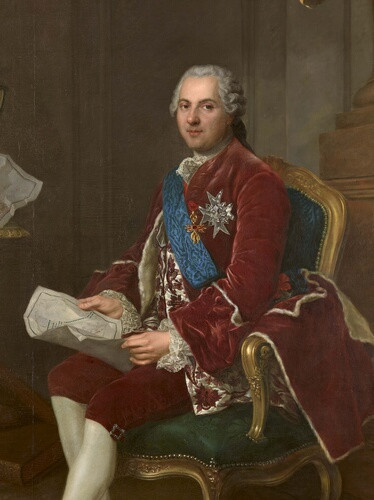
Louis de Franța de Anne-Baptiste Nivelon (1764), delfin și tatăl viitorului Ludovic al XVI-lea, decedat în 1765.

Ludovic-Auguste se distinge printr-o mare timiditate; unii văd în ea o lipsă de caracter, cum ar fi ducele de Croÿ în 1762: „Am observat că din cei trei Copii ai Franței, era doar domnul de Provența care arăta spiritul și un ton hotărât. Domnul de Berry, care era cel mai mare și singurul în mâinile adulților, părea bine strâmtorat de haine”. Cu toate acestea, el este uneori în largul său în fața istoricilor și a filozofilor care se prezintă la curte. De asemenea, demonstrează că are umor umorul și are oricând o replică pregătită. Ducele de La Vauguyon și predicatorul Charles Frey de Neuville remarcă faptul că tânărul are calități superioare pentru a deveni un bun rege.
La nivel intelectual, Berry este un student talentat și conștiincios. El excelează în următoarele domenii: geografie, fizică, scriere, morală, drept public, istorie, dans, desen, scrimă, religie și matematică. A învățat mai multe limbi (latină, germană, italiană și engleză) și cunoaște unii dintre marii clasici ai literaturii Ierusalimul eliberat, Robinson Crusoe sau Athalie, de Jean Racine. Tatăl său se arată intransigent și, uneori, îl privează de vânătoare, ceea ce l-ar putea relaxa. Este studios și pasionat de mai multe discipline științifice. Conform istoricului francez Ran Halévi: „Ludovic al XVI-lea a primit educația unui «prinț al iluminismului» - A fost un monarh luminat.” Profesorii de istorie Bleuzé Filip și Muriel Rzeszutek afirmă: „Ludovic al XVI-lea știa latină, germană, spaniolă, stăpânea perfect engleza, practica logica, gramatica, retorica, geometria, astronomia. Avea o cultură istorică și geografică incontestabilă și competențe în economie. Ei cred că este foarte influențat de Montesquieu, care îl inspiră pentru a proiecta o monarhie modernă detașată de drept divin.”
Destinul ducelui de Berry avea să fie bulversat de un eveniment banal. La 11 august 1765, delfinul, tatăl său, a făcut o vizită la mănăstirea Royallieu și s-a întors la Versailles pe ploaie. Cu o stare precară de sănătate, el este cuprins de o febră violentă. A reușit să ducă curtea la castelul Fontainebleau pentru a schimba aerul, dar nimic nu a funcționat și starea lui se înrăutățește pe parcursul lunilor. După o agonie de 35 de zile, delfinul moare pe 20 decembrie 1765 la vârsta de 36 de ani.
La moartea tatălui său, ducele de Berry devine delfinul Franței. Avea 11 ani și era destinat să îl succeadă imediat pe rege, bunicul său, care avea 56 de ani.

### Delfin al Franței (20 decembrie 1765 - 10 mai 1774)

#### Sfârșitul educației
Louis-Auguste este acum delfin, dar această schimbare de statut nu-l scutește de la continuarea educației sale, dimpotrivă. La Vauguyon recrutează un asistent suplimentar pentru a preda delfinului dreptul moral și public: părintele Guillaume François Berthier. Guvernatorul l-a încurajat pe ducele de Berry să se gândească la el însuși, aplicându-i metoda de examinare liberă. Pentru a face acest lucru, îi cere să scrie optsprezece maxime morale și politice: delfinul lucrează cu eficiență și reușește să susțină inclusiv comerțul liber, recompensa cetățenilor sau exemplul moral pe care trebuie să-l arate regele (aluzie ascunsă la escapadele lui Ludovic al XV-lea). Lucrarea este răsplătită de La Vauguyon, pe care chiar o imprimă. Delfinul scrie chiar o lucrare în care sunt relatate ideile inspirate de guvernatorul său: Reflecții la discuțiile mele cu ducele de La Vauguyon; el își construiește viziunea asupra monarhiei, declarând, de exemplu, că regii înșiși „sunt responsabili pentru toate nedreptățile pe care nu le-au putut împiedica”. Mama sa temperează acest impuls liberal, încurajând tot mai mult preceptele religiei catolice; la 21 decembrie 1766 delfinul primește sacramentul confirmării  și își face prima comuniune pe 24 decembrie. Crescând, Berry începe să iasă mai mult și începe să practice călăria. De asemenea, începe să fie pasionat de ceasornicărie și de lăcătușerie, două hobby-uri care nu-l vor părăsi niciodată. Părintele Jacques-Antoine Soldini consolidează educația religioasă a tânărului.

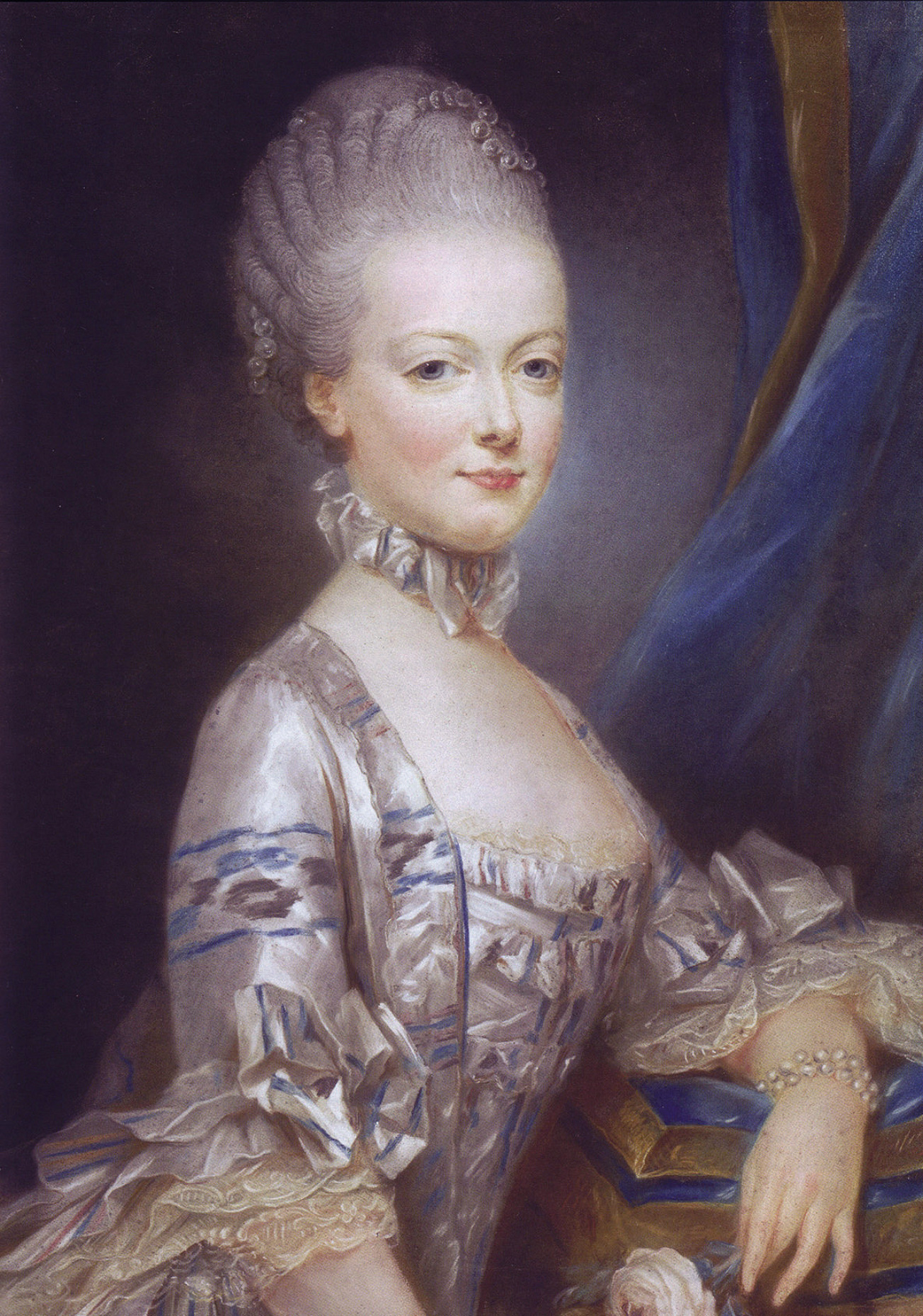
Pastel al Mariei-Antoaneta realizat de Joseph Ducreux în 1769 pentru delfin pentru ca acesta să o vadă pe viitoare lui soție.

Educația propriu-zisă a delfinului se va opri odată cu stabilirea căsătoriei sale. Va fi sărbătorită la Versailles pe 16 mai 1770 cu tânăra Maria Antoaneta a Austriei. Cu această ocazie, părintele Soldini adresează delfinului o scrisoare lungă de sfaturi și recomandări pentru viața sa viitoare, inclusiv despre „lecturile proaste” pe care trebuie să le evite și atenția care trebuie acordată alimentației sale. În sfârșit, el îl îndeamnă să rămână întotdeauna punctual, bun, afabil, sincer, deschis, dar precaut în cuvintele sale. Soldini va deveni ulterior confesorul delfinului devenit rege.

#### Căsătoria cu Maria Antoaneta a Austriei

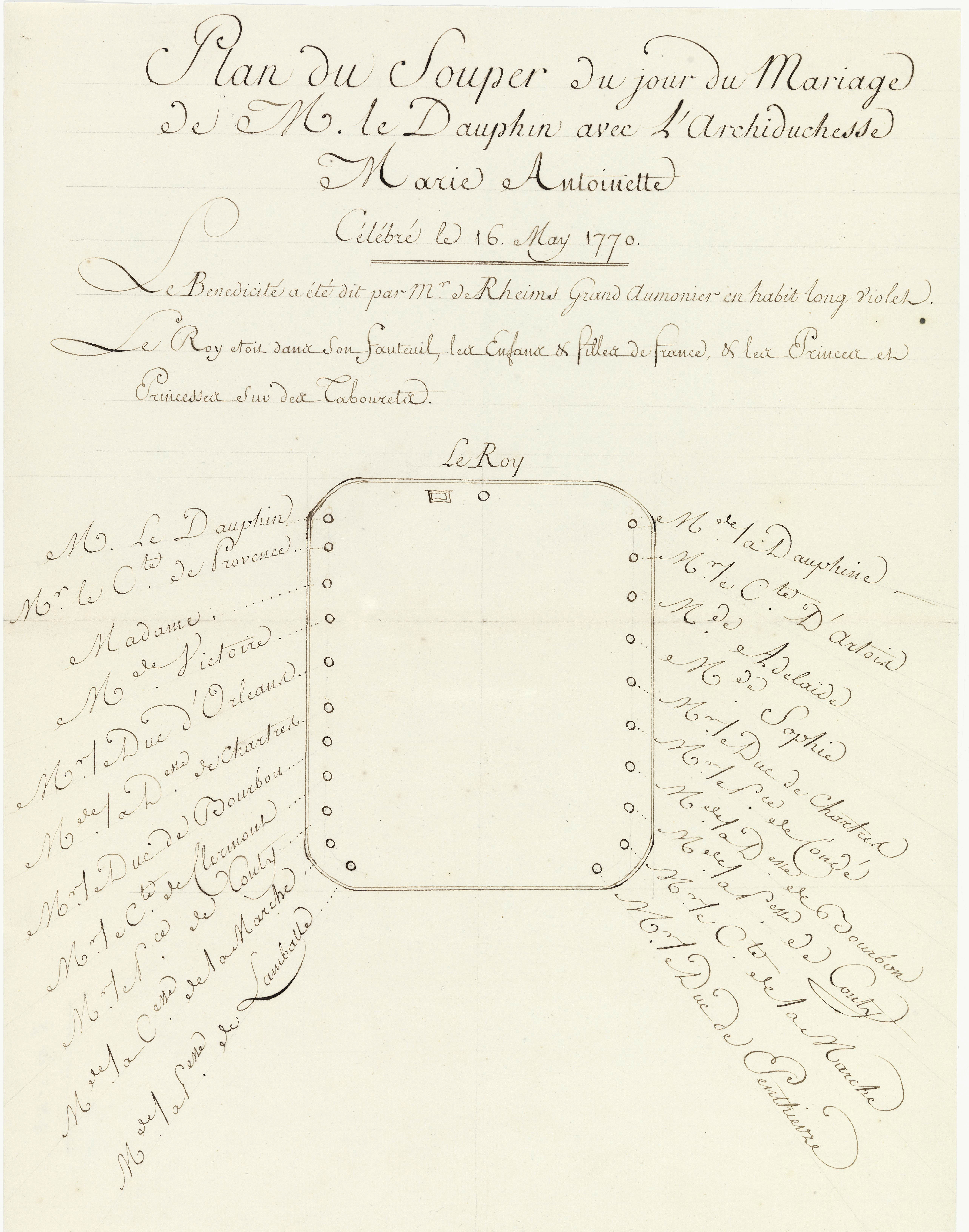
Planul cinei la nunta Delfinului cu arhiducesa Maria Antoaneta sărbătorită la 16 mai 1770. Arhivele naționale. K/147/14/2.

Căsătoria delfinului a fost luată în considerare începând cu anul 1766 de către Étienne-François de Choiseul, când viitorul rege avea doar 12 ani. Întrucât Regatul Franței a ieșit slăbit din Războiul de șapte ani, secretarul de stat a găsit justă ideea ca Franța să se alieze cu Austria împotriva puternicei Marii Britanii. Regele a fost convins de acest proiect și, încă din 24 mai 1766, ambasadorul austriac la Paris a scris arhiducesei Maria Terezia că „poate să vadă în acest moment hotărâtă și asigurată căsnicia Delfinului cu Arhiducesa Maria Antoaneta”. Mama delfinului a suspendat însă acest proiect pentru a menține curtea vieneză în așteptare „între frică și speranță”. „Suspendat” este termenul corespunzător, întrucât moare câteva luni mai târziu, la 13 martie 1767, după care proiectul nunții revine în actualitate. 
La scurt timp după moartea lui Mariei-Josèphe de Saxonia, marchizul de Durfort este trimis într-o misiune la Viena, pentru a-i convinge pe arhiducesă și pe fiul ei de beneficiile politice care ar apărea din aceasta căsătorie. Negocierile au durat mai mulți ani, și imaginea oferită de Delfin nu a fost întotdeauna strălucitoare: Florimond de Mercy-Argenteau, ambasadorul austriac la Paris, îi indică faptul că „natura pare să fi refuzat orice dar Domnului Delfin, [...], prin chipul și cuvintele sale, acest prinț nu prezintă decât sentimente foarte limitate, multă rușine și nici o sensibilitate”. În ciuda acestor opinii și în ciuda vârstei tinere a părților interesate (15 ani pentru Louis-Auguste și Maria Antoaneta 14), împărăteasa a văzut în această căsătorie interesul țării sale și a fost de acord cu ea. La 17 aprilie 1770, Maria Antoaneta a renunțat în mod oficial la succesiunea la tronul austriac și la 19 aprilie, o ceremonie nupțială este sărbătorită în Viena, marchizul de Durfort semnând certificatul de căsătorie, în numele delfinului.

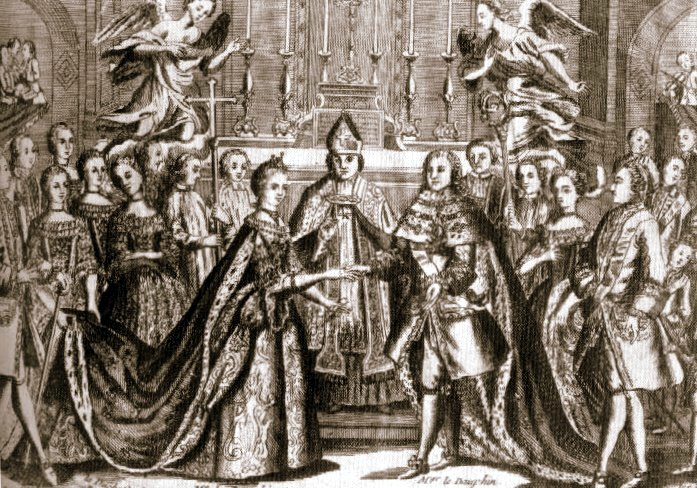
Gravură a căsătoriei arhiducesei Maria Antoaneta cu delfinul, viitorul Ludovic al XVI-lea, la 16 mai 1770.

Maria Antoaneta a plecat spre Franța pe 21 aprilie 1770 într-o călătorie care a durat mai mult de 20 de zile și care a inclus un cotegiu de aproximativ patruzeci de vehicule. Cortegiul a sosit la Strasbourg pe 7 mai. Ceremonia „predării soției“ a avut loc la mijlocul Rinului, la jumătatea distanței dintre cele două maluri, pe Île aux Épiss. Într-un pavilion construit pe acest insulă, tânăra a schimbat hainele austriece pentru hainele franceze, înainte de a trece pe malul celălalt, spre un cortegiu francez, alături de contesea de Noailles, noua ei doamnă de companie. Întâlnirea dintre delfin și viitoarea sa soție a avut loc pe 14 mai 1770, la podul Berne, în pădurea Compiègne. Regele, delfinul și curtea s-au aflat acolo pentru a primi cortegiul. La coborârea din caleașcă, viitoarea delfină a făcut o plecăciune în fața regelui și este  prezentat de către acesta ducelui de Berry, pe care îl sărută discret pe obraz. Caleașca regală i-a dus apoi pe rege, delfin și pe viitoarea lui soție la castelul de la Compiegne, unde, în aceeași seară, urma să se organizeze o recepție oficială pentru a o prezenta membrilor importanți ai curții. A doua zi, cortegiul s-a oprește la Saint-Denis, unde Doamna Louise se retrăsese de câteva luni, apoi a mers la Castelul de la Muette, unde Maria Antoaneta a fost prezentată contelui de Provența și contelui de Artois și unde face cunoștință cu noua și ultima favorită a regelui, contesa du Barry.

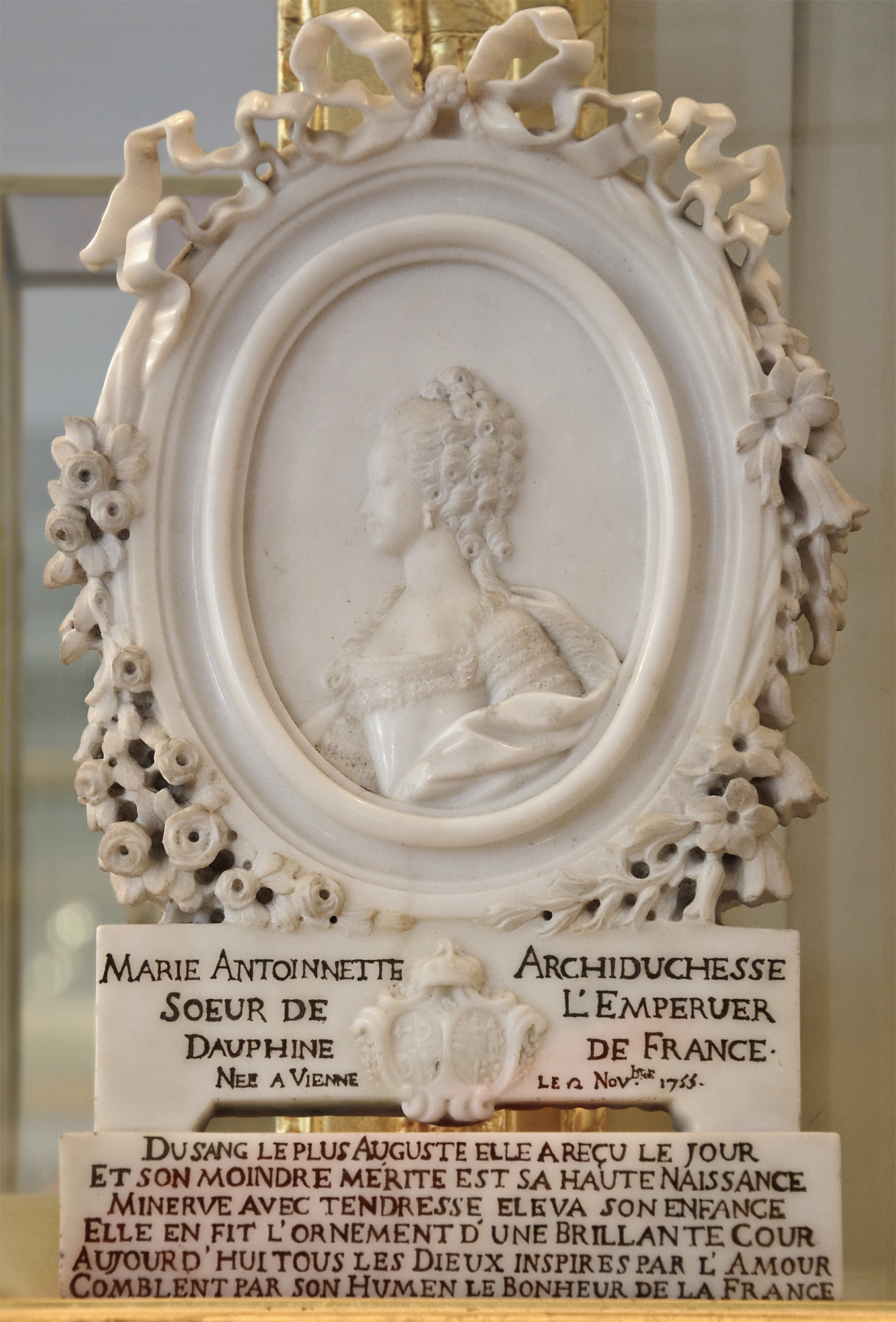
Profil în medalion al delfinei Maria Antoaneta în 1770, prezentată cu ocazia căsătoriei.

Nuntă oficială a fost sărbătorită la 16 mai 1770, în capela castelului din Versailles, unde au fost 5.000 de invitați. Acolo, Maria Antoaneta a traversat galeria oglinzilor cu regele și viitorul său soț până la capelă. Nunta este binecuvântată de Charles Antoine de La Roche-Aymon, arhiepiscop de Reims. Delfinul, purtând cordonul albastru al Ordinului Duhului Sfânt, a trecut inelul pe degetul soției sale și a obținut din partea regelui semnul ritual al asentimentului. Apoi, soții și martorii au semnat în registrele parohiale. După-amiaza, parizienii veniți în număr mare să asiste la nuntă au avut voie să meargă prin parcul castelului unde s-a desfășurat diverse jocuri cu apă. Focurile de artificii planificate pentru aceeași seară au fost anulate din cauza unei furtuni violente. Cina a fost organizată în noul sală de spectacole a castelului; masa a fost acompaniată de 24 de muzicieni îmbrăcați în haine turcești. Cuplul a mâncat foarte puțin. La scurt timp după miezul nopții, aceștia au fost însoțiți de camera nupțială. Arhiepiscopul a binecuvântat patul, delfinul a primit cămașa nupțială din mâinile regelui, iar delfina din mâinile ducesei de Chartres Marie-Adelaide de Bourbon, care avea cel mai mare rang între femeile căsătorite de la curte. Asistența a participat la culcarea soților, care au fost lăsați singuri în cele din urmă. Căsătoria nu a fost consumată în acea noapte. Aceasta se va întâmpla șapte ani mai târziu. 
Nunta a continuat să fie sărbătorită în următoarele zile: cuplul a asistat la diverse opere (Perseu de Lully), piese de teatru (Athalie, Tancred și Semiramis). Ei deschis balul organizat în cinstea lor pe 19 mai. Festivitățile s-au încheiat la 30 mai, când a fost planificat focul de focuri de artificii de la Piața Ludovic al XV-lea (unde câțiva ani mai târziu, regele Ludovic al XVI-lea și soția lui vor fi ghilotinați). Numai delfina a făcut călătoria, regele dorind să rămână la Versailles, iar delfinul se săturase de aceste festivități. În timp ce Maria Antoaneta și doamnele s-au dezlănțuit pe Cours la Reine, li s-a cerut să se întoarcă. Abia a doua zi a aflat ce s-a întâmplat: în timpul focurilor de artificii, un incendiu a izbucnit pe rue Royale, creându-se o mișcare de panică; mulți trecători au fost zdrobiți de trăsuri și călcați în picioare de cai. Bilanțul oficial a fost de 132 morți și sute de răniți. Cuplul tânăr a fost îngrozit. Delfinul i-a scris imediat locotenentului general de poliție Antoine de Sartine: „Am aflat de nenorocirile care au avut loc cu ocazia mea; Sunt pătruns. Mă aduc în acest moment mi s-a adus ceea ce regele îmi dă în fiecare lună pentru plăcerile mele. Nu pot decât să renunț la asta. Vi-i trimit: ajutați-i pe cei mai nefericiți”. Scrisoarea a fost însoțită de o sumă de 6.000 livres.

#### Subiectul delicat al consumării căsătoriei

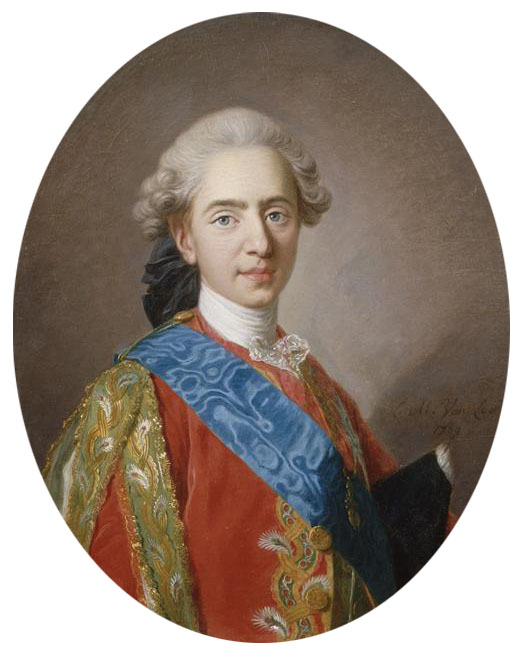
Delfinul de Louis-Michel van Loo (1769)

Consumarea căsătoriei delfinului, departe de a fi o afacere privată, va deveni rapid o chestiune de stat: prin descendența sa, nu numai familia sa, ci întreaga monarhie trebuia să fie perpetuată. Dar acest consumare nu se va realiza până la 18 august 1777, la mai mult de 7 ani după căsătoria delfinului. 
De ce această așteptare? Potrivit scriitorului Stefan Zweig, Louis-Auguste este singurul responsabil. Victimă a unei malformații a organelor genitale, el ar fi încercat, în zadar, în fiecare noapte să-și îndeplinească datoria conjugală. Aceste eșecuri zilnice au reverberat în viața curții, delfinul devenit rege, era incapabil să ia decizii importante, iar regina recompensa această nefericire prin baluri și festivaluri. Autorul susține chiar că regele este „incapabil de virilitate” și că este imposibil pentru el „să se comporte ca un rege”. Apoi, potrivit autorului, viața cuplului a revenit la normal în ziua în care Ludovic al XVI-lea a hotărât în cele din urmă să aibă încredere în operație. Cu toate acestea, conform lui Simone Bertière, unul dintre biografii Mariei Antoaneta, această infirmitate fizică nu a fost cauza abstinenței îndelungate a soților, deoarece delfinul nu suferă de nici o infirmitate de acest tip. Desigur, din iulie 1770 (două luni după nuntă), regele Ludovic al XV-lea profită de o absență momentană a delfinului pentru a chema un chirurg renumit Germain Pichault La Martiniere. Îi pune două întrebări medicale foarte specifice: „Tânărul prinț suferă de o fimoză și este necesar să-l circumcizi? Erecțiile sale sunt împiedicate de un frenelum prea scurt sau prea puternic care ar putea să fie eliberat de o lovitură simplă de lanțetă?”. Chirurgul este clar: „delfinul nu are nici un defect natural care ar putea să împiedice consumarea căsătoriei”. Același chirurg va repeta doi ani mai târziu spunând că „nici un obstacol fizic nu împiedică consumarea”. Împărăteasa Maria Terezia a Austriei se ocupă de acest subiect, refuzând să creadă că fiica ei ar putea fi cauza acestui eșec, spunând: „Nu pot fi convinsă că din cauza ei nu se poate realiza consumarea”. În decembrie 1774, devenit rege, Ludovic al XVI-lea este examinat din nou, de această dată de Joseph-Marie-Francois de Lassone, medicul curții; iar în ianuarie 1776, doctorului Moreau, chirurg de la Hotel-Dieu din Paris, i-a revenit sarcina de a-l examina pe suveran. Ambii medici sunt formali: operațiunea nu este necesară, regele nu are malformații.
Medicii Lassone și Moreau cu toate acestea, au pus prezentat mai multe motive pentru neconsumarea căsătoriei, primul vorbind de „timiditate naturală” a monarhului, iar al doilea de un organism fragil, care pare „să ia o mai mare consistență.” Alți autori, cum ar fi biograful Bernard Vincent, au adăugat la timiditatea regelui și fragilitatea corpului său, obiceiurile curții. De fapt, soții au locuit în apartamente separate, numai regele având dreptul să-și viziteze soția când vine vorba de îndeplinirea datoriei conjugale. După ce a devenit rege, Ludovic al XVI-lea a trăit în apartamente și mai îndepărtate de cele ale soției sale și plecările și venirile către soția sa se fac întotdeauna sub privirile curioase ale curtenilor. Autorul adaugă că educația pudică a cuplului de tineri, atunci când au fost educați în țara lor nu le-a permis să renunțe peste noapte la îndrăzneala relațiilor maritale. Adolescenții, fiind obligați să-și petreacă prima noapte împreună, au fost brusc confruntați cu viața adultă, fără a fi pregătiți în prealabil. Și nici educația lor, nici corpul lor aflat la momentul pubertății nu i-au ajutat să depășească acest pas. Ludovic al XVI-lea și-a găsit refugiu într-una dintre activitățile sale preferate: vânătoarea.

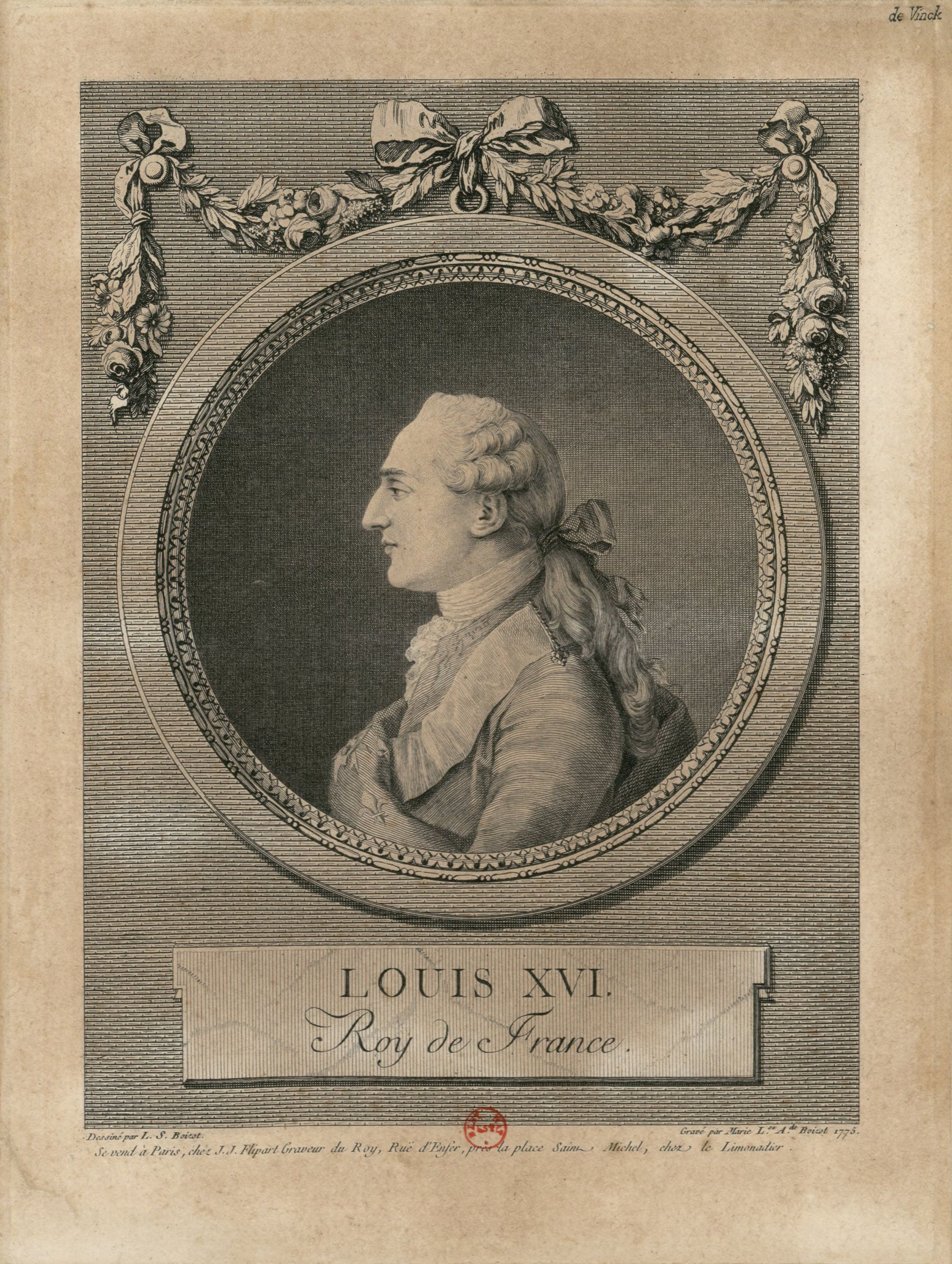
Marie-Louise-Adélaïde Boizot, Portret al lui Ludovic al XVI-lea, 1775

Lunile și anii au trecut fără a se face progrese reale, deoarece cuplul a început să se obișnuiască cu această situație. Maria Antoaneta a văzut în această perioadă o oportunitate de a „se bucura de puțin timp de tinerețe”, i-a explicat lui Mercy-Argenteau. Un simulacru al consumului a avut loc în iulie 1773, când delfinul i-a destăinuit mamei sale: „Eu cred căsătoria consumată dar nu ca și cum ar fi însărcinată”. Delfinul se grăbește spre casa regelui pentru a anunța vestea. În realitate, se pare că delfinul nu a reușit decât să-și defloreze soția fără să meargă până la final. Așteptarea este răsplătită pe 18 august 1777. La 30 august, prințesa i-a scris mamei sale: "„Sunt în perioada cea mai fericită din întreaga mea viață. Au trecut mai mult de opt zile de când căsnicia a s-a consumat; testul a fost repetat din nou, noaptea trecută mai mult decât prima dată [...]. Nu cred ca sunt însărcinată, dar cel putin am speranța de a fi în orice moment.” Îndeplinirea îndatoririlor conjugale va da roade de patru ori, deoarece cuplul regal va avea tot atâția copii, fără a se număra avortul spontan din noiembrie 1780: Marie Therese Charlotte (născută în 1778), Ludovic-Joseph (născut în 1781), Ludovic-Charles (născut în 1785) și Marie-Sophie-Béatrice (născut în 1786). După aceste patru nașteri, soții nu vor mai avea relații conjugale. Aceste eșecuri și această nouă abstinență vor da împăratului imaginea unui împărat supus dorințelor soției sale. Drumul lung spre consumație a afectat imaginea cuplului în timp. Iar scriitoarea Simone Bertière a afirmat: „o castitate voluntară, care să respecte sacralitatea conjugală ar fi putut să îi dea credit [regelui], după libertinajul bunicului său. Dar ridiculizarea anilor sterili se va lipi de imaginea lui, în timp ce regina nu își va reveni din cursa nesăbuită către plăcerile contrafăcute.”

#### Cei patru ani ai cuplului înainte de a deveni regi
Între căsnicia delfinilor și încoronarea regelui au trecut patru ani, timp în care Ludovic-Auguste a rămas în mod voluntar scos de la putere de către rege, așa cum s-a întâmplat anterior cu celălalt fiu. Prin urmare, își folosește timpul pentru ceremonii oficiale, vânătoare (alergare sau cu pușca), fabricarea de chei, încuietori și spectacole pentru doamne. În acestea, delfinul își întâlnește mătușile și frații săi însoțiți, când era nevoie, de soțiile lor. Jocurile, divertismentul și piesele din repertoriul francez au jucat un rol important. Fiecare participant era adesea actorul, inclusiv delfina; delfinul, nu avea înclinații în acest sens.
Cuplul se arată în mod voit în public, în special prin oferirea de câteva momente de confort celor mai săraci. Istoricul Pierre Lafue scrie că „populari, fără să fi căutat să fie astfel, cei doi soți se cutremurau de bucurie, ascultând aclamațiile care apăreau imediat ce se iveau în public”. Prima lor vizită oficială la Paris, printre parizieni a avut loc la 8 iunie 1773. În această zi, cuplul a avut parte de o primire călduroasă, iar mulțimea a continuat să îi aclame. În programul acestei zile lungi, Ludovic-Auguste și soția lui au fost primiți la Notre Dame, apoi s-au rugat la altarul Sf. Genevieve în abația cu același nume înainte de a se termina cu o plimbare în Tuileries, deschis tuturor cu această ocazie. Ambasadorul Mercy a rezumat ziua spunând că „această intrare este de mare importanță pentru a stabili încrederea opiniei publice.“ Cuplul s-a bucurat de aceste recepții triumfătoare și nu a ezitat în următoarele săptămâni să meargă la Operă, la Comédie-Française sau la Comédie-Italienne.

#### Moartea lui Ludovic al XV-lea

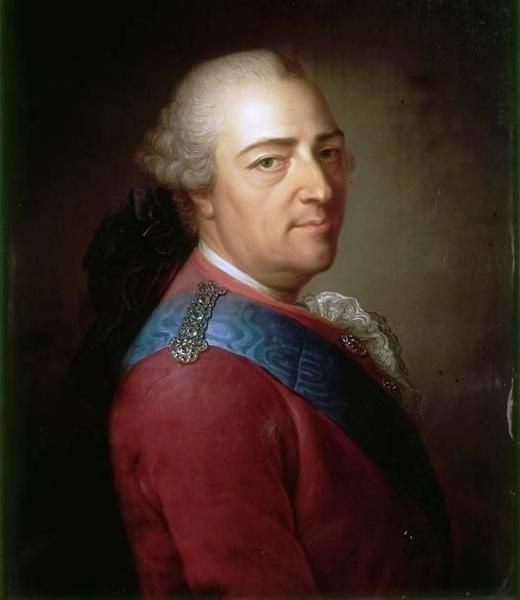
Ludovic al XV-lea în 1774, de Armand-Vincent de Montpetit.

Ludovic al XV-lea a murit la Versailles pe 10 mai 1774, la vârsta de 64 de ani, de variolă.
Primele simptome ale bolii au apărut pe 27 aprilie. În acea zi, regele se afla la Trianon și intenționa să vâneze împreună cu nepotul său, ducele de Berry. Avea o senzație de febră, iar monarhul urmărea vânătoarea la din caleașcă. Câteva ore mai târziu, starea lui s-a înrăutățit și La Martinière a ordonat să se întoarcă la Versailles. I s-a făcut o sângerare, dar nu a avut nici un efect; două zile mai târziu, pe 29 aprilie, medicii au anunțat că regele a contractat variolă, ca mai mulți membri ai familiei sale înainte (în special Hugo Capet sau marele delfin). Pentru a evita contagiunea, delfinul și cei doi frați ai lui au fost ținuți la distanță de camera regală. Fața regelui a fost acoperită cu pustule pe 30 aprilie. Nu mai existau iluzii cu privire la starea lui de sănătate, astfel că și-a chemat confesorul, părintele Louis Maudoux, care a venit în noaptea de 7 mai. Maslul i s-a administrat în seara zilei de 9 mai.
În jurul orei 16:00, a doua zi, regele și-a dat ultima suflare. Ducele de Bouillon, marele șambelan al Franței, a coborât apoi în salonul Eil-de-Boeuf pentru a striga celebra formulă: „Regele este mort, trăiască regele!” La auzul acestei formule de la celălalt capăt al castelului, noul monarh a scos un strigăt puternic și s-a dus să vadă curtenii care sosieră să-l salute venind; printre care și contesa de Noailles, care va fi prima care îi va acorda titlul de Majestate. Regele exclamă: „Ce povară! Și nu am învățat nimic! Mi se pare că universul va cădea pe mine!” Regina Maria Antoaneta ar fi oftat: „Dumnezeule! Protejează-ne, suntem prea tineri să domnim.”

## Regele Franței și al Navarrei (1774-1789)

### Primele decizii
Imediat după moartea lui Ludovic al XV-lea, curtea s-a refugiat temporar la castelul Choisy-le-Roi, pentru a evita orice risc de contaminare și pentru a părăsi atmosfera împuțită de la Versailles. Cu această ocazie, noul rege a luat una din primele sale decizii: aceea de a-și vaccina întreaga familie regală împotriva variolei. Scopul acestei operațiuni a fost de a administra în doze foarte mici în corpul uman substanțe contaminate, subiectul devenind în cele din urmă imun pe viață. Cu toate acestea, riscul este real, deoarece o doză prea mare putea duce la contractarea bolii și, prin urmare, putea provoca moartea pacientului. La 18 iunie 1774, regele a primit cinci injecții și frații săi doar două fiecare. Primele simptome de variola au apărut rapid la rege: a suferit de dureri în axile la 22 iunie, a avut febră și greață; câteva bube i-au apărut pe 27 și o ușoară supurație pe 30 iunie. Dar febra a scăzut la 1 iulie, iar regele s-a aflat în afara pericolului. Prin urmare, operațiunea a fost un succes atât pentru el, cât și pentru cei doi frați ai săi, ale căror simptome erau aproape imperceptibile.

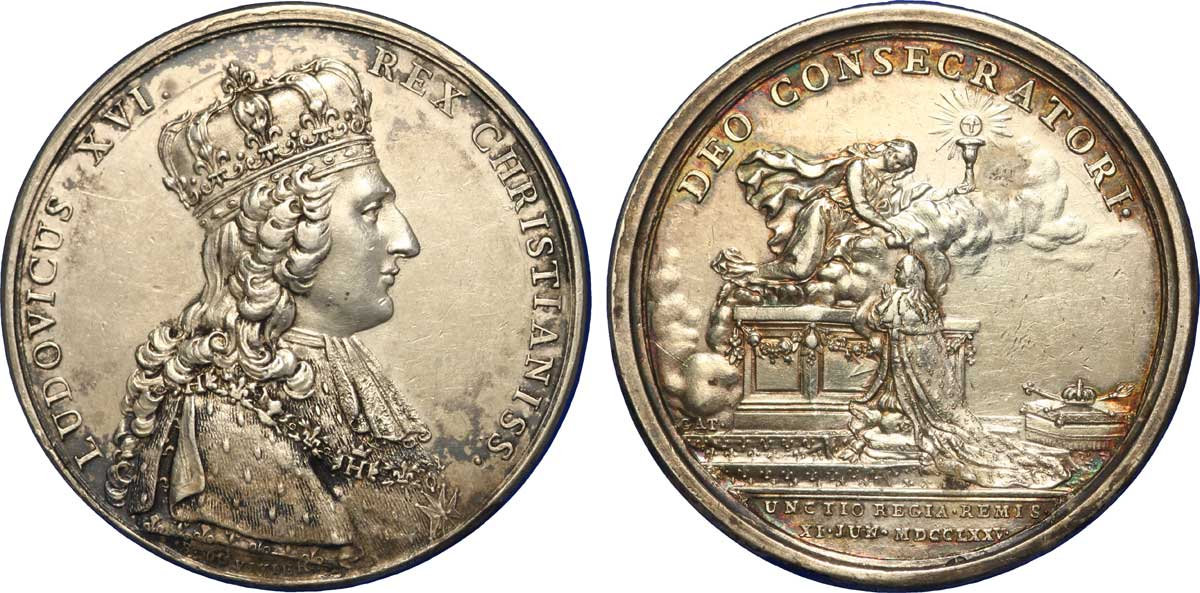
Medalie comemorativă a încoronării la Reims a lui Ludovic al XVI-lea la 11 iunie 1775

Printre primele decizii notabile ale noului monarh s-au numărat altele trei: a închis-o pe Madame du Barry și a luat numele de Ludovic al XVI-lea și nu Ludovic-Auguste I, așa cum ar fi fost logic. În cele din urmă, el i-a convocat pe toți miniștrii aflați în funcție, pe administratorii provinciali și pe comandanții forțelor armate nouă zile mai târziu. Pentru moment, s-a izolat în biroul său pentru a lucra, a coresponda cu miniștrii, a citi rapoarte și a scrie scrisori monarhilor europeni.

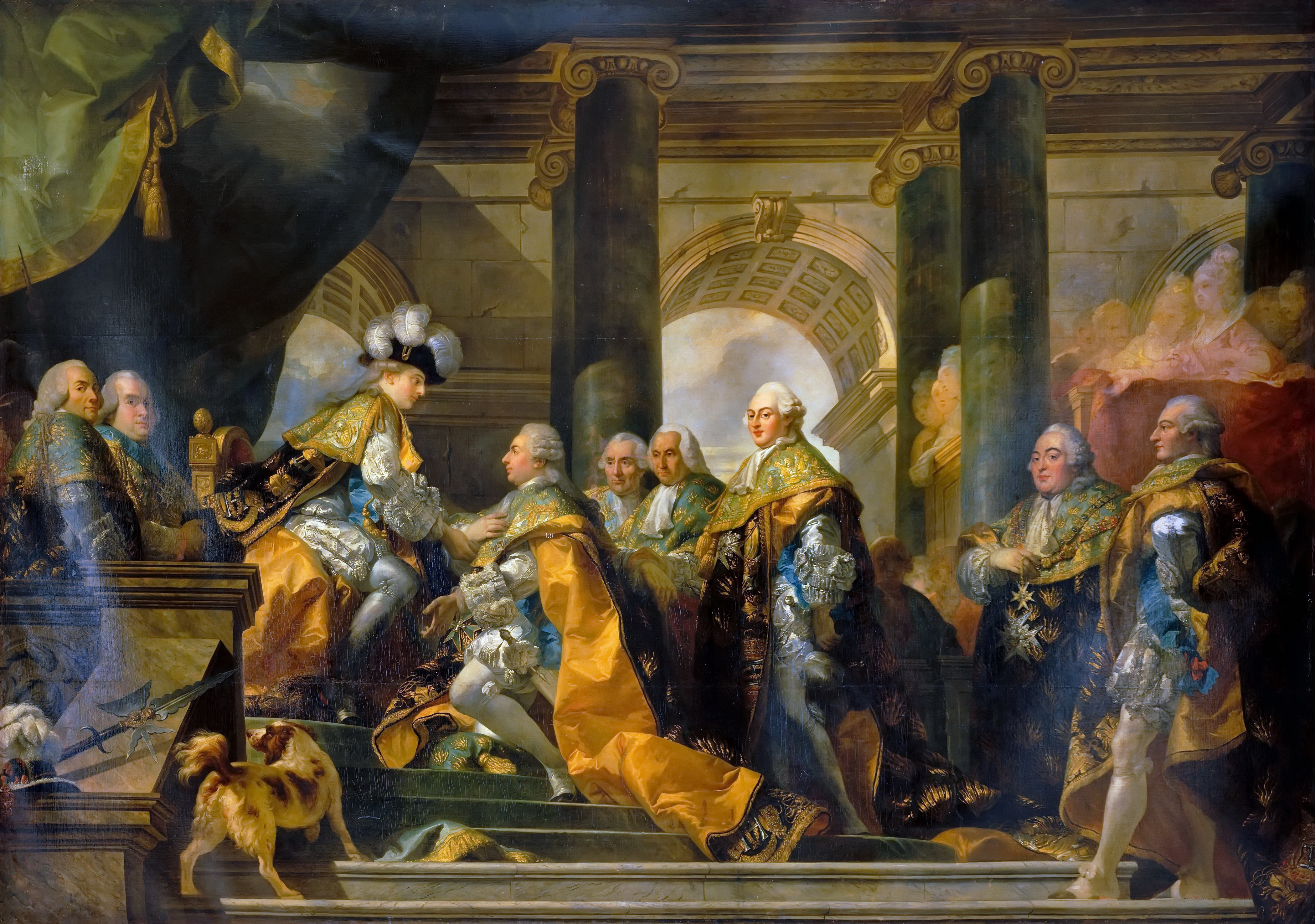
Ludovic al XVI-lea împreună cu cavalerii Ordinului Sfântului Duh după încoronare.

Economia regatului Franței era în recesiune începând cu anul 1770. Astfel, Ludovic al XVI-lea a început imediat să scadă cheltuielile curții: a reduce cheltuielile cu mâncarea și cu garderoba nouă, cheltuielile departamentului care se ocupa de plăcerile regelui, cu echipajele de vânătoare de cerb și mistreț, cu Micul Grajd (trecând, astfel, de la 6.000 de cai la 1.800), și a redus numărul de muschetari și jandarmi folosiți pentru protecția regelui. Fratele său contele d'Artois l-a suspectat de avariție, numindu-l „Regele Franței și al avarilor”. Regele a făcut ca cei mai săraci să beneficieze de aceste economii prin distribuirea a 100.000 de livre parizienilor defavorizați. Mai mult decât atât primul edict, din data de 30 mai, îi scutea pe subiecți de „taxa sosirii fericite”, taxă colectată la venirea pe tron a unui nou rege, sumă care se ridica la 24 de milioane de livre. Potrivit lui Metra, „Ludovic al XVI-lea pare să promită națiunii domnia cea mai dulce și cea mai norocoasă”.

### Miniștri și noul guvern
Noul rege a decis să guverneze singur și nu intenționa să delege această sarcină unui șef de guvern. Cu toate acestea, avea nevoie de un om de încredere și cu experiență pentru a-l consilia în deciziile importante pe care trebuia să le ia. Este sarcina omului care se numește neoficial principalul ministru de stat. Ludovic al XVI-lea va numi succesiv șapte în timpul domniei sale:
- Jean Frédéric Phélypeaux de Maurepas (1774-1781);
- Charles Gravier de Vergennes (1781-1787): a exercitat această putere de facto întrucât oficia, regele a trecut drept ministru principal în această perioadă;
- Étienne-Charles de Loménie de Brienne (1787-1788);
- Jacques Necker (1788-1789);
- Louis Auguste Le Tonnelier de Breteuil (1789);
- Jacques Necker à nouveau (1789-1790);
- Armand Marc de Montmorin Saint-Hérem (1790-1791).

Funcția a luat sfârșit o dată cu promulgarea Constituției de la 1791.
Maria Antoineta i-a sugerat regelui să-l numească în această funcție pe ducele de Choiseul, fostul ministru al lui Ludovic al XV-lea, căzut în dizgrație în 1770. Regele a refuzat să-l numească ministru de stat, dar a fost de acord să îl readucă la Curte. A participat la întrevederea dintre acesta și regină și i-a spus ca un afront: „V-ați pierdut părul, ați devenit chel, peruca voastră este slab garnisită”.
Potrivit istoricului Jean de Viguerie în lucrarea sa intitulată Ludovic al XVI-lea, regele binefăcător, cei doi miniștri care au avut cea mai mare influență asupra regelui Ludovic al XVI-lea în cea mai mare parte a domniei sale au fost, la început, contele de Maurepas, apoi la moartea acestuia în 1781, contele de Vergennes.

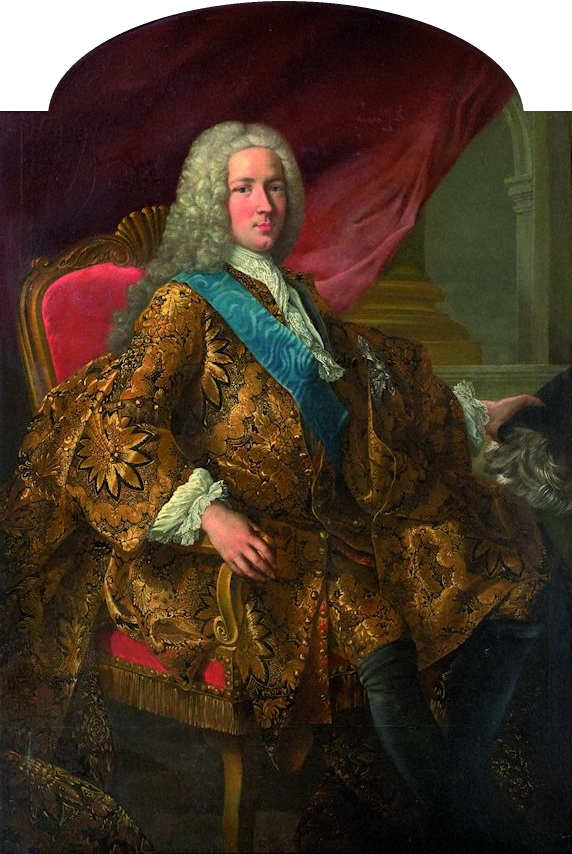
Jean-Frédéric Phélypeaux, Comte de Maurepas, de Louis-Michel van Loo (aprixmativ 1725-1730).

Nedorind să urmeze sfatul soției sale, regele a ales să opteze pentru contele de Maurepas, la sfatul mătușilor sale. Acest om experimentat, dezonorat de Ludovic al XV-lea în 1747, îl avea drept cumnat pe Louis Phélypeaux de Saint-Florentin și văr pe René Nicolas de Maupeou. La 11 mai 1774, a doua zi după moartea monarhului, Ludovic al XVI-lea i-a scris lui Maurepas următoarea scrisoare:
„Domnule, în ciuda durerii care mă copleșește și pe care o împărtășesc cu tot Regatul, am totuși îndatoriri să îndeplinesc. Eu sunt Rege: acest singur cuvânt conține multe obligații, dar nu am decât douăzeci de ani. Nu cred că am dobândit toate cunoștințele necesare. Mai mult, nu pot sa ma întâlnesc cu nici un ministru, fiindcă toți au fost închiși alături de Rege. Am auzit întotdeauna vorbindu-se despre integritatea și reputația pe care cunoașterea profundă a afacerilor vi le-a câștigat atât de bine. Aceasta este ceea ce mă obligă să vă rog să mă ajutați cu sfatul și cu iluminarea voastră. V-aș fi obligat, domnule, să veniți cât mai curând posibil la Choisy, unde vă voi vedea cu cea mai mare plăcere”.
Două zile mai târziu, la 13 mai 1774, contele de Maurepas a venit la rege la Choisy pentru a-i arăta recunoștința și pentru a se dedica slujirii sale. Având un ministru de stat alături de el, singurul lucru pe care îl avea regele de făcut era să convoace primul consiliu, în timpul căruia trebuia să decidă dacă trebuie sau nu să mențină miniștrii aflați deja în funcție. Acest prim consiliu nu a avut loc la Choisy, ci la Château de la Muette, curtea trebuind să se mute din nou, deoarece doamnele sufereau de simptomele variolei. 
Primul consiliu se ține așadar la castelul Muette, la 20 mai 1774. Noul rege nu ia nici o decizie, limitându-se să cunoască mai bine miniștrii și să le prezinte cursul politicii care trebuia să devina și a lor: „Întrucât nu vreau decât să mă ocup cu gloria regatului și cu fericirea poporului meu, doar prin respectarea acestor principii, munca voastră va avea aprobarea mea”. 
Remanierea miniștrilor nu a avut loc imediat, ci progresiv. Schimbarea a început la 2 iunie 1774 prin demisia ducelui de Aiguillon, secretar de stat pentru război și afaceri externe. Departe de a-l exila, așa cum era obișnuit, regele i-a alocat suma de 500.000 de franci. D'Aiguillon a fost înlocuit la Afaceri Externe de contele de Vergennes, un diplomat cunoscut pentru competența sa și pentru că ar fi muncitor, „cel mai înțelept ministru pe care Franța l-ar fi putut avea de mult timp și cel mai priceput în afaceri europene” conform istoricului Albert Sorel.
Locuind la castelul Compiègne pe timpul verii, regele, sfătuit de Maurepas, se angajează să înlocuiască unii miniștri în poziții în care era necesară o mare abilitate. Astfel, Pierre Étienne Bourgeois de Boynes este înlocuit cu Turgot la Marină, primul fiind îndepărtat de incompetența și de lejeritatea manifestate, al doilea fiind numit în această funcție în primul rând pentru administrarea eficientă ca administrator al generalității de la Limoges. Totuși, Turgot s-a retras foarte repede din Marina pentru a deveni Controlor General al Finanțelor în locul lui Joseph Marie Terray; a fost înlocuit în postul său anterior de Antoine de Sartine, fostul locotenent general al poliției. Portofoliul Justiției a trecut de la Maupeou la Miromesnil. Ducele de la Vrillière a rămas la Casa regelui, în timp ce secretariatul de stat pentru război a fost încredințat contelui de Muy în locul lui Aiguillon. Muy a murit un an mai târziu și va fi înlocuit de contele de Saint-Germain. 
La 24 august 1774, când noul guvern era complet format, miniștrii în funcție erau după cum urmează:
- Principalul ministru de stat : contele de Maurepas ;
- Controlorul general al finanțelor : Turgot ;
- Ministrul de Justiție : Armand Thomas Hue de Miromesnil ;
- Secretarul de stat de Război : Louis Nicolas Victor de Félix d'Ollières, conte de Muy ;
- Secretarul de stat al Marinei : Antoine de Sartine ;
- Secretarul de stat al Afacerilor Externe : Charles Gravier de Vergennes ;
- Secretarul de stat al Casei Regelui : Louis Phélypeaux de Saint-Florentin, duce de la Vrillière.

Anunțul noului guvern a fost salutat pe scară largă și oamenii au dansat în mulțime pe străzi.

### Încoronarea

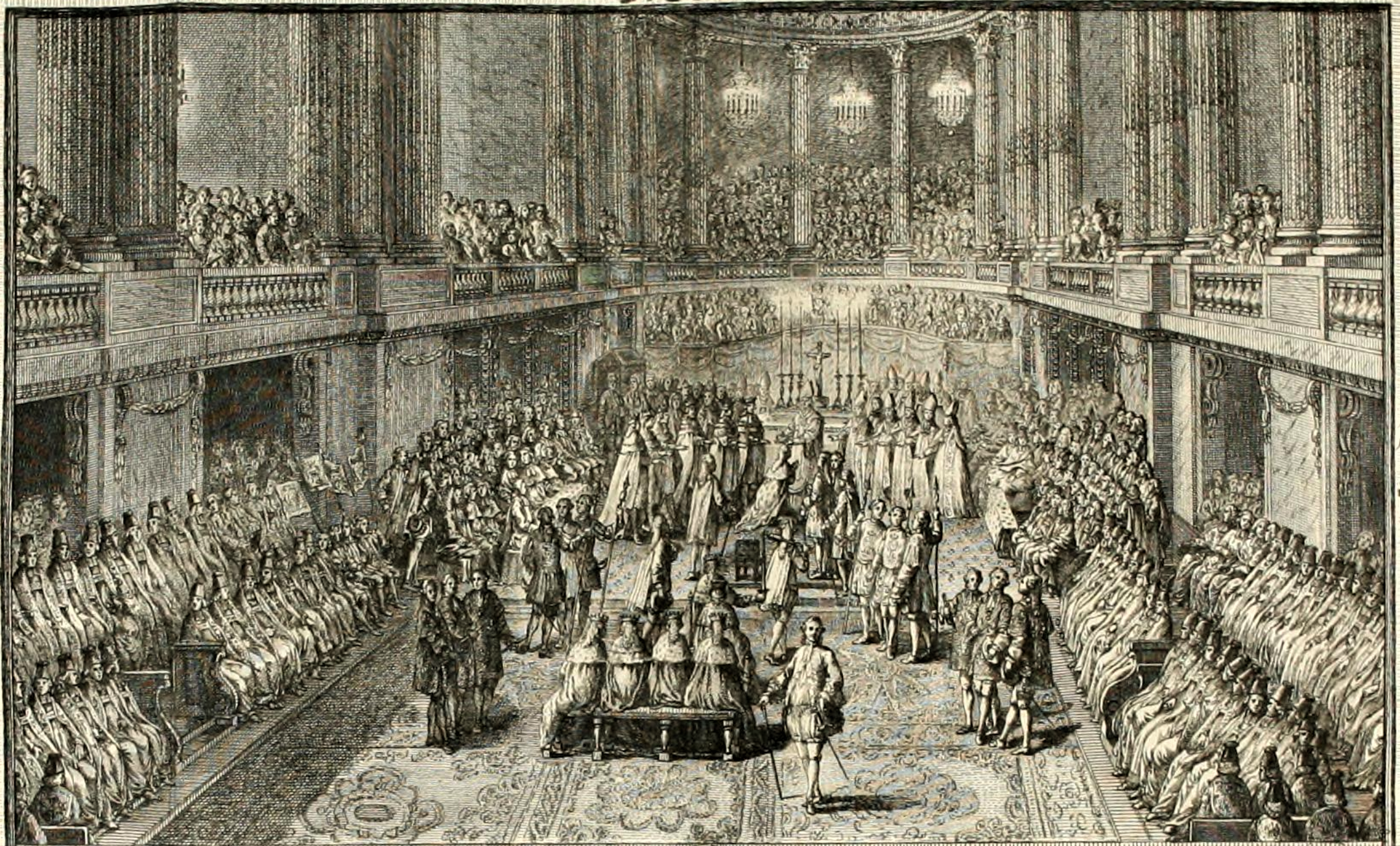
Încoronarea regelui Ludovic al XVI-lea.

La 11 iunie 1775, în catedrala din Reims, este încoronat, conform tradiției, care datează de la Pépin cel Scurt. Ultima încoronare, cea a lui Ludovic al XV-lea, a avut loc la 25 octombrie 1722; de atunci însuși principiul acestei ceremonii a fost criticat mișcarea Lumières: enciclopedia și filozofii au criticat ritualul, văzând o exacerbare a puterii lui Dumnezeu și o comedie menită să păstreze poporul obedient. Controlorul General al Finanțelor, Turgot, i-a reproșat monarhului această ceremonie scumpă, în valoare de 760.000 livres; Cu puțin timp înainte, Nicholas Condorcet i-a scris lui Turgot cearându-i să ignore „cea mai inutilă și ridicolă din toate cheltuielile” monarhiei. Turgot s-a gândit atunci să facă o încoronare mai mică, probabil în apropierea capitalei, în Saint-Denis sau Notre-Dame, pentru a reduce costurile. Cu toate acestea, pios și foarte atașat de lucrarea predecesorilor săi, chiar dacă s-a hotărât să remedieze situația economică gravă, regele decide să mențină ceremonia cu același fast prevăzut.

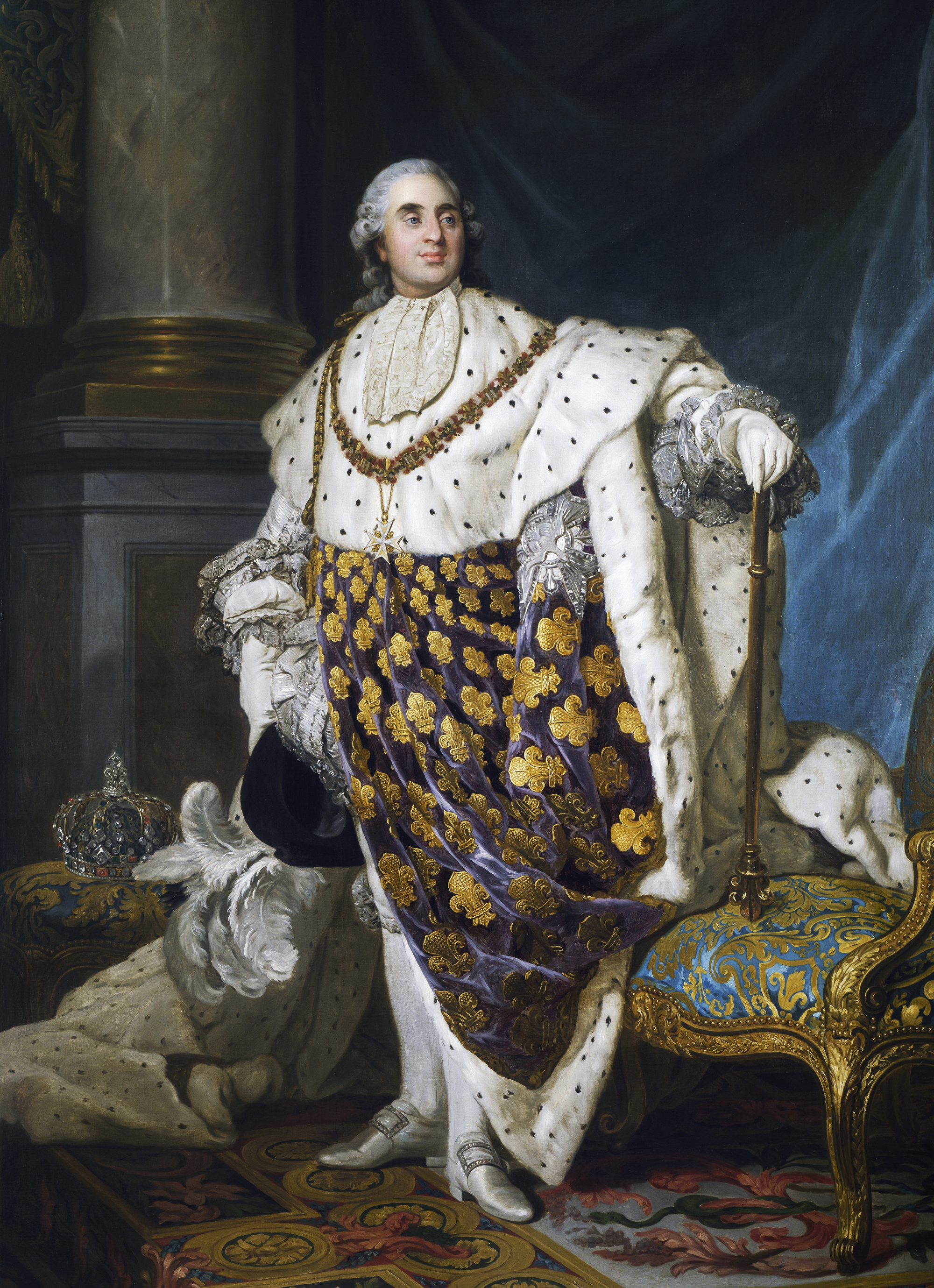
Ludovic al XVI-lea în costumul de încoronare, Joseph-Siffred Duplessis, 1777, Castelul de la Versailles.

Catedrala Notre-Dame de Reims, locul emblematic al încoronării regilor Franței, este transformată pentru a găzdui festivitățile, o clădire reală fiind construită în interior, cu balustrade, coloane, candelabre, marmură falsă... Este, de asemenea, prima dată de la Ludovic al XIII-lea când regele este căsătorit la momentul încoronării sale, ceea ce face posibilă încoronarea soției sale. Dar, ultima încoronare a unei regine, cea a Mariei de Medici din 13 mai 1610, la Bazilica Saint Denis, a fost văzut ca un semn întunecat, Henric al IV-lea fiind asasinat a doua zi; în plus, regina, în construcția absolutizată a puterii, și-a văzut diminuată importanța sa politică. Decizia finală luată a fost aceea ca Maria Antoanetta să nu fie încoronată. A asistat la ceremonie din cea mai mare tribună, alături de femeile importante ale Curții.
Ceremonia a fost prezidată de Arhiepiscopul de Reims Charles Antoine de La Roche-Aymon, chiar cel care l-a botezat și l-a căsătorit pe rege. Ceremonia a durat aproape șase ore - o lojă care permitea spectatorilor să se odihnească a fost amenajată în spatele tribunei reginei; au avut loc toate etapele: ridicarea regelui, intrarea, jurământul, ritualul cavaleriei, ungerea, încoronarea, întronizarea, mesa mare, omagiul pairilor, mesa mică și ieșirea. Conform tradiției, prelatul a pronunțat următoarea formulă punând coroana lui Carol pe capul suveranului: „Fie ca Dumnezeu să vă încoroneze cu slavă și dreptate, și veți ajunge la coroana veșnică”. Conform ritualului, regele a mers apoi în parcul orașului pentru a vindeca aproximativ 2.400 de tuberculoși veniți pentru această ocazie, adresându-le fiecăruia formula ceremonială „Regele te atinge, Dumnezeu te vindecă”.
Cuplul regal a păstrat o amintire foarte bună a ceremoniei și a festivităților ulterioare. Maria Antoaneta i-a scris mamei că „încoronarea a fost perfectă [...]. Ceremoniile de la biserică au fost întrerupte în momentul încoronării prin aclamațiile cele mai emoționante. Nu am putut să mă abțin, lacrimile mi-au curs, și am fost recunoscătoare [...]. Este un lucru uimitor și foarte fericit, în același timp, să fiu atât de bine primită la două luni după revoltă și, în ciuda scumpirii pâinii, care, din nefericire, continuă”.

### Primele măsuri economice și financiare luate de Turgot
Imediat după ce curtea a revenit la Versailles la 1 septembrie 1774, regele a discutat zilnic cu Turgot pentru a pregăti măsurile de redresare economică ale țării. Fostul Controlorul general al Finanțelor, abatele Terray, a sugerat proclamarea oficială a falimentului Franței, având în vedere deficitul de 22 de milioane de lire existente la acea dată. Turgot a refuzat să propună falimentul și a propus un plan mai simplu: economisirea banilor. I-a spus monarhului: „Dacă economia nu e asigurată, nicio reformă nu este posibilă”. Prin urmare, el l-a încurajat pe rege să continue reducerea cheltuielilor curții, reducere pe care el a început-o deja.
Turgot era, de asemenea, un susținător al liberalismului economic. La 13 septembrie 1774, el a propus consiliului regal adoptarea unui text care decreta libertatea comerțului intern cu cereale și importul liber de cereale din străinătate. Riscul unor creșteri bruște ale prețurilor în cazul unei recolte proaste era totuși real. Acest lucru s-a întâmplat în primăvara anului 1775: un zvon al foametei iminente a umplut țara; prețurile au explodat și brutării din Paris, Versailles și unele orașe provinciale au fost jefuite; au apărut revolte, dar au fost reprimate repede. Acest episod este astăzi cunoscut sub numele de Războiul făinii. Această revoltă populară a domniei lui Ludovic al XVI-lea este considerată primul avertisment al poporului în fața dificultăților economice ale țării și a reformelor ineficiente ale puterii regale să le resoarbă.

### Întoarcerea parlamentului
Începând cu secolul al XIV-lea până în 1771, parlamentele aveau competențe importante în chestiuni civile, politice și judiciare. Din cele 15 parlamente existente în timpul domniei lui Ludovic al XV-lea, competența Parlamentului de la Paris se întindea pe 75% din regatul Franței. Fiecare decizie a unui parlament avea valoare de lege; în plus, fiecare decret regal nu putea fi aplicat decât dacă era înregistrat anterior (adică aprobat) de către parlamentul competent. De-a lungul secolelor, puterea parlamentului s-a extins până la punctul de a deveni o putere autonomă rivalizând cu absolutismul regal. O broșură parlamentară din 1732 va merge departe în această direcție afirmând că regele „nu poate avea contact cu poporul său decât în mijlocul parlamentului, care e la fel de vechi ca și Coroana și s-a născut odată cu statul, fiind reprezentarea monarhiei în întregul său”. În fața acestei creșteri a puterii parlamentare, Ludovic al XV-lea și cancelarul Maupeou au luat măsuri în 1771 să retragă în totalitate puterea parlamentului, sarcinile și privilegiile care i-au fost acordate în timp. Noua magistratură, organizată în consiliile superioare, s-a limitat la a face justiție în mod gratuit și a fost limitată în dreptul ei de a înlătura unele edicte regale.
După venirea sa, Ludovic al XVI-lea va reveni asupra acestei reforme. La 25 octombrie 1774, el a convocat toți magistrații exilați la o întâlnire pe care o va prezida în 12 noiembrie la Palatul de Justiție din Paris. În fața parlamentarilor reuniți, le-a adresat aceste cuvinte: „Vă reamintesc astăzi despre funcțiile pe care nu ar trebui să le fi lăsat niciodată. Simțiți prețul bunătății mele și nu o uitați niciodată! [...] Vreau să îngrop în uitare tot ce s-a întâmplat în uitare și voi vedea, cu cea mai mare nemulțumire, ca diviziunile interne, să deranjeze ordinea și liniștea parlamentului meu. Aveți grijă doar să vă îndepliniți îndatoririle și să răspundeți opiniilor mele pentru fericirea supușilor mei, care vor fi întotdeauna obiectivul meu unic”. În aceeași seară, la Pont Neuf și la tribunal au fost lansate focuri de artificii pentru a saluta această revenire.
În fața unei astfel de schimbări, este necesar să punem la îndoială motivele care l-au condus pe Ludovic al XVI-lea să recheme și să restaureze parlamentul. Ar putea părea chiar ciudat că regele însuși a ales să-și slăbească puterea. Pe când era delfin, și-a exprimat în repetate rânduri opoziția față de puterea extinsă a parlamentelor, afirmând în special că „nu sunt reprezentanți ai națiunii”, că „ei nu au fost și niciodată nu pot fi organul națiunii în fața regelui și nici organul suveran față de națiune” și că membrii lor sunt „simpli depozitari a unei părți” a autorității regale. Unul dintre motive poate fi popularitatea parlamentelor exilate. Într-adevăr, în ciuda lipsei de reprezentativitate a poporului, ele au fost sprijiniți de acesta. Ei și-au manifestat public sprijinul pentru ideile noi și necesitatea de a respecta drepturile naturale: regele nu putea să fie decât un simplu reprezentant al poporului și nu un conducător absolut. Regele, în tinerețe și cu lipsa de experiență care îi caracterizează începutul domniei, ar fi acționat pentru a strânge un sprijin popular important; este ceea ce s-a întâmplat pe străzile din Paris imediat după anunțarea rechemării parlamentului. Celălalt motiv ar fi acela de a asculta atent și de a urma sfaturile contelui de Maurepas, care credea că „fără parlament, nu există monarhie!”
Atent la imaginea sa față de popor și încrezător în sfatul lui Maurepas în fața complexității subiectului, Ludovic al XVI-lea a revenit la privilegiile pe care Maupeou le-a calificat în momentul concedierii sale ca fiind un „proces care durase trei sute de ani”. Această rechemare a parlamentului a făcut iluzorie încercările unor reforme profunde pe care regele le va lua în considerare în următorii ani, ceea ce va contribui la alimentarea climatului revoluționar care se pregătea deja. Doamna Campan, servitoare a Mariei-Antoaneta, va scrie ulterior că „secolul nu se va termina fără un șoc mare, care va scutura Franța și va schimba cursul destinelor sale”.

### Reformele și căderea în dizgrație a lui Turgot

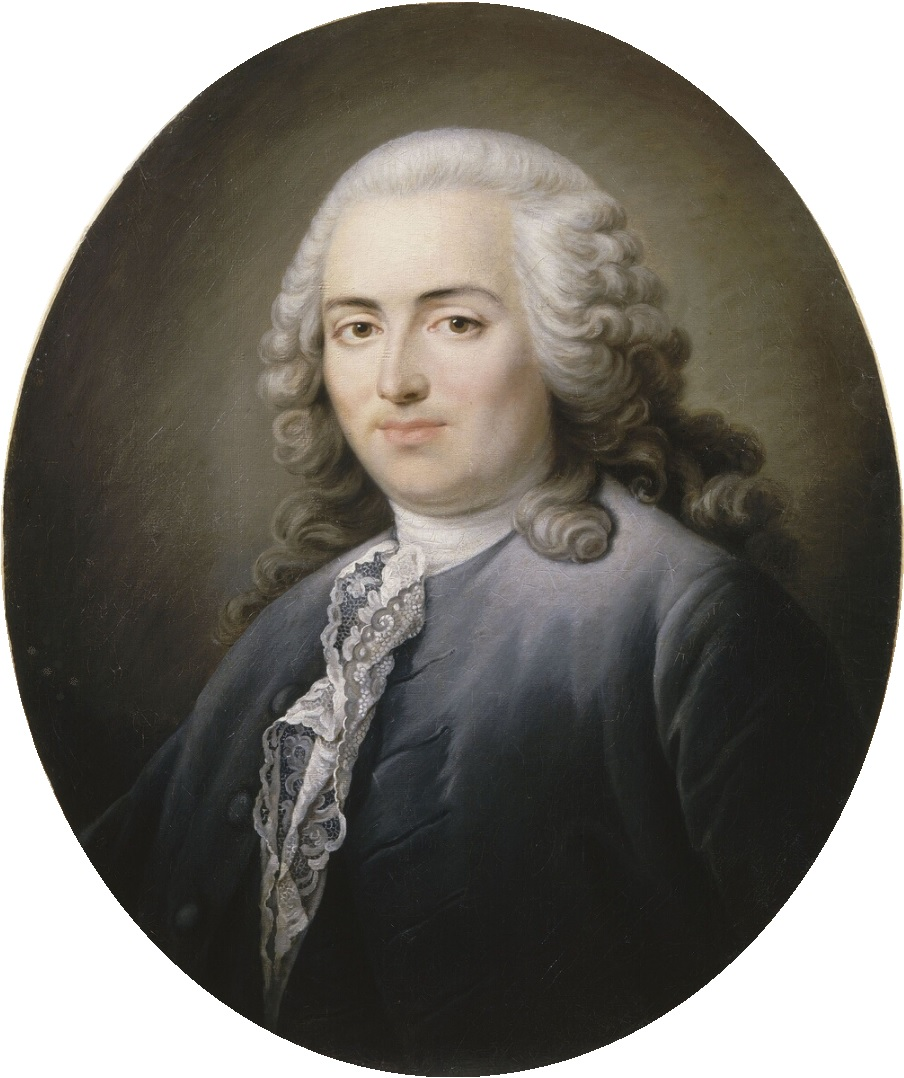
Anne Robert Jacques Turgot (școala franceză, castelul Versailles).

Pentru a asigura viitorul regatului, Turgot va întreprinde o mulțime de reforme menite să deblocheze funcționarea politică, economică și socială liberă a societății și să păstreze parlamentele la limită.
După cum explică istoricul Victor Duruy în 1854: „Acestea au fost mari noutăți; Turgot a pregătit altele și mai formidabile: eliminarea corvoadelor care îi apăsau pe cei săraci; stabilirea unui impozit teritorial asupra nobilimii și a clerului; îmbunătățirea situației preoților și a vicarilor, care aveau doar o mică parte din veniturile bisericii și suprimarea majorității mănăstirilor; participarea egală la plata impozitului prin crearea unui cadastru; libertatea conștiinței și retragerea protestanților; răscumpărarea chiriilor feudale; un singur cod: același sistem de greutăți și măsuri pentru întregul regat; suprimarea breslelor; în cele din urmă, după cum Turgot avea grijă de nevoile morale și materiale, a fost pus în practică un vast plan de instruire publică pentru a răspândi iluminarea peste tot.”.
Turgot a dorit să desființeze mai multe practici care până acum erau bine stabilite: suprimarea breslelor și a corporațiilor, abolirea anumitor obiceiuri care interziceau, de exemplu, ca ucenicii să se căsătorească sau să excludă femeile dim munca în broderie. A dorit abolirea iobăgiei și a corvoadei regale. În planul lui Turgot, corvoada urma să fie înlocuită de o taxă unică pentru toți proprietarii de terenuri, ceea ce ar fi extins plata impozitelor către membrii clerului și nobilimii.
Turgot a lucrat, de asemenea, la un proiect „revoluționar” pentru a înființa o piramidă a adunărilor alese în întreaga regiune: municipalitățile din comună, districtul, apoi provincia și o municipalitate a regatului. Scopul acestor adunări era de a distribui impozitul direct, de a administra poliția, asistența și lucrările publice.
Acest vast proiect de reformă a avut un număr mare de critici, începând cu parlamentarii. Turgot putea conta pe sprijinul regelui. Dintr-o observație făcută de un muncitor din fierăria lui, regele a zis în martie 1776: „Pot să văd că numai domnul Turgot și cu mine iubim poporul”. Susținerea regelui este percepută drept capital pentru ministru, care îi va spune suveranului: „Sau mă veți sprijini sau voi pieri”. Oponenții devin din ce în ce mai numeroși și depășesc în timp cercul parlamentarilor. O coaliție se formează împotriva lui Turgot și, în opinia lui Condorcet, reunește "preoția, parlamentele de rutină și răscoala finanțatorilor". Desigur, oamenii și țăranii salută cu brațele deschise edictele care desființează mănăstirile, breslele și corvoada regal; tulburări erup chiar și după apariția entuziasmului. Cu toate acestea, regele începe să primească scrisori de mustrare din parlament, și se confruntă cu critici din partea curții. Ludovic al XVI-lea îi liniștește și le reamintește că reformele întreprinse nu au scopul de a „ameți stările” (cler, nobilime).
Respectul regelui față de ministru începe să scadă, acesta neezitând să spună că „domnul Turgot vrea să fie eu și eu nu vreau să fie el”. Dizgrația este inevitabilă atunci când Turgot ia parte la votul pentru demiterea contelui de Guines din postul de ambasador la Londra, acuzat fiind de practicarea unei diplomații concepute pentru a aduce Franța în război. De Guines este un prieten al Mariei Antoinette, iar aceasta din urmă îi cere regelui să îi pedepsească pe cei doi miniștri care au cerut demisia contelui, și anume Malesherbes și Turgot. Dezgustat de această cerere, Malesherbes demisionează din guvern în aprilie 1776. Regele se distanțează de Turgot și condamnă toate reformele sale: „Nu trebuie să facem reforme periculoase dacă nu le cunoaștem capătul.”, a spus Ludovic al XVI-lea. La 12 mai 1776 apar două vești: Turgot este demis, iar contele Guines devine duce. Turgot refuză pensia care i se propune, declarând că nu trebuie „să dea exemplul de a fi pe cheltuiala statului”.
Unii istorici au respins ideea că regele s-a predat pur și simplu soției sale. Decizia de a-l demite pe Turgot (și în special de a-l promova Guines) ar fi fost luată pentru a „cumpăra“ tăcerea contelui, care cunoștea multe lucruri despre diplomația franceză, lucruri care ar fi putut pune probleme regele. Un alt motiv pentru concediere lui Turgot ar fi fost, de asemenea, refuzul acestuia de a finanța intervenția Franței în războiul de independență al Statelor Unite, starea precară a finanțelor regatului nepermițând acest lucru. Acest episod este pentru istorici ilustrarea perfectă a ascendentului pe care regina îl avea asupra soțului ei și va constitui primele roade ale slăbiciunii regelui față de soția sa; istoricul Simone Bertière scrie că, la fiecare victorie a reginei, „prestigiul regelui este subminat, autoritatea lui scade, pe măsură ce importanța acesteia crește. Aceasta este doar aparenta [dar] și autoritatea se hrănește cu aparența.” Turgot însuși, într-o scrisoare trimisă lui Ludovic al XVI-lea la 30 aprilie 1776, fără ca acesta să o deschidă lansează un avertisment: „Nu uita niciodată, Sire, că o slăbiciune este cea care a pus capul lui Carol I pe un butuc”.
Turgot este înlocuit de Jean Etienne Bernard Clugny de Nuits, care se grăbește să se revină asupra principalelor reforme ale predecesorului său, restabilind în special breslele și corvoadele, spunând că poate „să refacă ceea ce domnul Turgot a modificat”. Dar ministrul se dovedește rapid că este incompetent, iar regele declară: „Cred că ne-am înșelat din nou”. Ludovic al XVI-lea nu a avut timp să-l concedieze, Clugny de Nuits murind brusc pe 18 octombrie 1776 la vârsta de 47 de ani.

### Reformele și demisia lui Necker
În octombrie 1776, Ludovic al XVI-lea avea nevoie de un ministru de finanțe capabil să întreprindă reforme, dar nu să distrugă totul; el i-a mărturisit lui Maurepas: "„Nu-mi vorbiți despre acești zidari care vor mai întâi să demoleze casa”. Apoi s-a gândit la Jacques Necker, un bancher elvețian renumit pentru arta sa de a manevra banii și pentru preocuparea sa pentru economie. O triplă revoluție: era un bancher de rând, un străin (din Geneva) și, în plus, un protestant. Regele l-a numit mai întâi „director al Trezoreriei” (postul de controlor general al finanțelor i-a fost atribuit de formă lui Louis Gabriel Taboureau des Réaux), deoarece Necker, fiind protestant, nu putea să fie inclus în Consiliul Regelui atașat la postul de controlor general. Cu toate acestea, regele l-a numit „director general al finanțelor” (denumirea a fost schimbată pentru a-i conferi mai multă importanță) la 29 iunie 1777, fără a-l admite pe ministru în Consiliu.
Necker și Ludovic al XVI-lea au pus din nou pe tapet cele mai importante reforme ale regatului, ambiția ministrului fiind aceea de a umple visteria statului fără a strivi contribuabilii și fără a irita bogații și proprietarii de terenuri. Necker a înțeles că cheltuielile obișnuite ale regatului erau finanțate prin impozitare; pe de altă parte, trebuia găsită o modalitate de a finanța cheltuielile excepționale, cum ar fi cele generate de Războiul de Independență american. Necker a creat apoi două sisteme profitabile cu randament imediat: împrumutul și loteria. Ambele sisteme au avut un mare succes în rândul oamenilor. Cu toate acestea, aceste măsuri au fost eficiente doar pe termen scurt, deoarece trebuiau împrumutate fonduri pentru a plăti rentele viagere ale creditorilor și premiile câștigătorilor. Pe termen lung, datoria va crește tot mai mult și va trebui să se găsească din nou o modalitate de a stabili o reformă structurală reală.
Deocamdată, Necker i-a propus regelui să desființeze parlamentele și intendenții provinciilor și să le înlocuiască cu adunări provinciale recrutate, la propunerea regelui, din rândul clerului, al nobilimii și al Stării a treia. Acest proiect de reformă instituțională, pus deja pe tapet sub Turgot, viza alegerea directă a tuturor adunărilor. Deși a fost experimentată la Bourges și Montauban, această reformă a fost condamnată în unanimitate de intendenți, prinți și parlamentari. Prin urmare, reforma a fost sortită eșecului și nu a fost niciodată pusă în aplicare.
În același timp, Necker a întreprins o serie de măsuri populare. În primul rând, a eliberat ultimii șerbi de pe domeniul regal printr-o ordonanță din 8 august 1779. Refuzând abolirea fără discernământ a servituții personale, el a abolit totuși „droit de suite” în tot regatul. Această ordonanță a fost favorizată de intervenția lui Voltaire, care, în 1778 a pledat cauza șerbilor de la abația Saint-Claude du Mont-Jura. De asemenea, îi autoriza pe „engagistes care se considerau nedreptățiți” de această reformă să predea regelui moșiile în cauză în schimbul unei compensații financiare. Pentru a încuraja imitarea actului său regal de emancipare a șerbilor de pe domeniile regale, ordonanța preciza că „considerând aceste emancipări mult mai puțin ca o înstrăinare, decât ca o întoarcere la dreptul natural, am scutit aceste feluri de acte [de emancipare] de formalitățile și taxele la care le supunea vechea severitate a maximelor feudale”. Cu toate acestea, ordonanța a fost aplicată cu greu, iar servitutea a persistat pe plan local până la Revoluție, care a abolit-o împreună cu privilegiile în celebra noapte de 4 august 1789. La 8 august 1779, un edict a autorizat femeile căsătorite, minorii și clericii să primească pensii fără autorizație (în special cea a soțului în cazul femeilor căsătorite). De asemenea, a abolit tortura impusă suspecților și a restabilit instituția casei de amanet.
Pe lângă această serie de reforme „republicane” și experimentul nefericit cu adunările provinciale, ministrul a făcut o greșeală politică care avea să se dovedească fatală. În februarie 1781, i-a trimis regelui o Dare de seamă despre starea financiară destinat publicării. Acesta a dezvăluit pentru prima dată publicului larg utilizarea detaliată a cheltuielilor publice și a dezvăluit, în interesul transparenței, toate avantajele de care se bucură membrii privilegiați ai curții regale. Acesta din urmă l-a dezavuat pe ministru și a denunțat în schimb, cu sprijinul experților financiari, bilanțul înșelător pe care ministrul îl făcuse asupra acțiunii sale, ascunzând datoria de 46 de milioane de lire lăsată de cheltuielile de război și subliniind, dimpotrivă, un excedent de 10 milioane. „Războiul care reușise atât de bine împotriva lui Turgot a reînceput sub succesorul său”, explică Victor Duruy.
Ludovic al XVI-lea și Necker nu au putut rezista mult timp în fața opoziției privilegiaților. Ministrul a sfârșit prin a pierde încrederea regelui, acesta din urmă spunând, comentând raportul ministrului: „Dar e Turgot și chiar mai rău!” Necker i-a cerut regelui să se alăture Consiliului, dar, în fața refuzului suveranului, și-a prezentat demisia, care a fost acceptată la 21 mai 1781. Potrivit istoricului Jean-Louis Giraud-Soulavie, scrisoarea de demisie era aproape insultătoare, deoarece era scrisă pe o simplă „bucată de hârtie de trei centimetri și jumătate lungime și doi centimetri și jumătate lățime”.

## Arestarea și execuția, 1792-1793

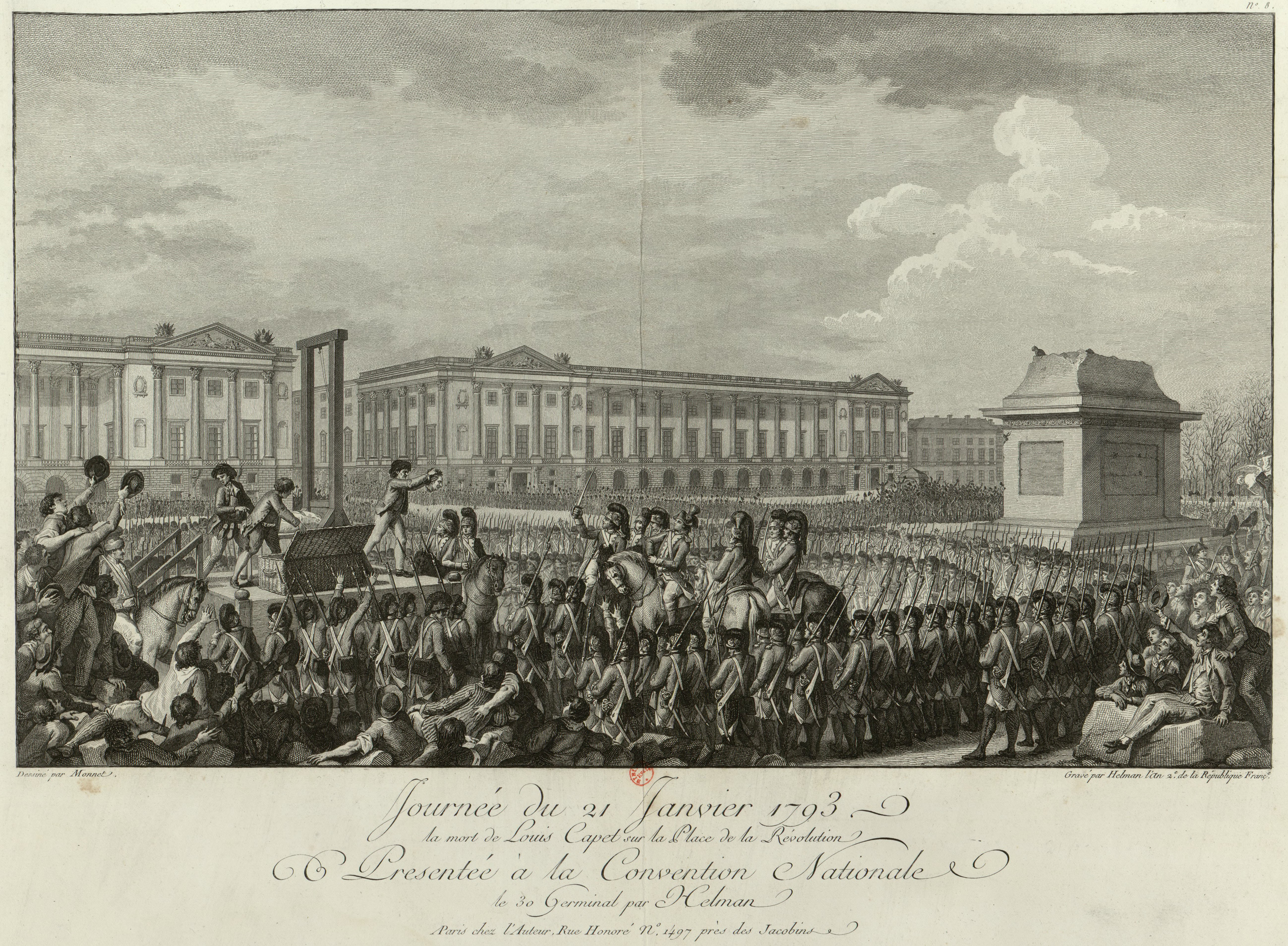
Execuția lui Ludovic al XVI-lea în Piața Revoluției. Pe piedestalul gol din fața lui fusese statuia bunicului său, Ludovic al XV-lea, dărâmată în timpul Revoluției franceze.

Ludovic a fost arestat la 13 august și închis în Templul din Paris. La 21 septembrie Adunarea Națională a declarat Franța republică și a abolit monarhia.
La 11 decembrie, regele detronat a fost adus din Templu pe străzile aglomerate și tăcute să stea în fața Convenției și să audă acuzația de înaltă trădare și crime împotriva statului.
La 15 ianuarie 1793, Convenția, compusă din 721 de deputați, a votat verdictul. Având în vedere dovezi incontestabile de complicitate a lui Ludovic cu invadatorii, 693 de deputați au votat pentru vinovăție, nici unul pentru achitare și 23 s-au abținut. A doua zi, un vot prin apel nominal a fost efectuat pentru a decide soarta regelui, iar rezultatul a fost, aproape neplăcut pentru o astfel de decizie dramatică. 288 de deputați au votat împotriva morții și pentru alte alternative, în principal, închisoare sau exil, 72 de deputați au votat pentru pedeapsa cu moartea, dar sub rezerva unor condiții și 361 de deputați au votat pentru moartea imediată a lui Ludovic.
A doua zi, o moțiune la condamnarea la moarte a lui Ludovic a fost votată în felul următor: 310 deputați au solicitat milă iar 380 deputați au votat pentru executarea imediată a pedepsei cu moartea. Această decizie va fi definitivă. Luni, 21 ianuarie 1793, deposedat de toate titlurile și toate onorurile de către guvernul republican, Citoyen Louis Capet a fost decapitat prin ghilotinare în ceea ce este astăzi Place de la Concorde. Călăul, Charles Henri Sanson, a depus mărturie că fostul rege și-a înfruntat cu curaj soarta.